# État policier

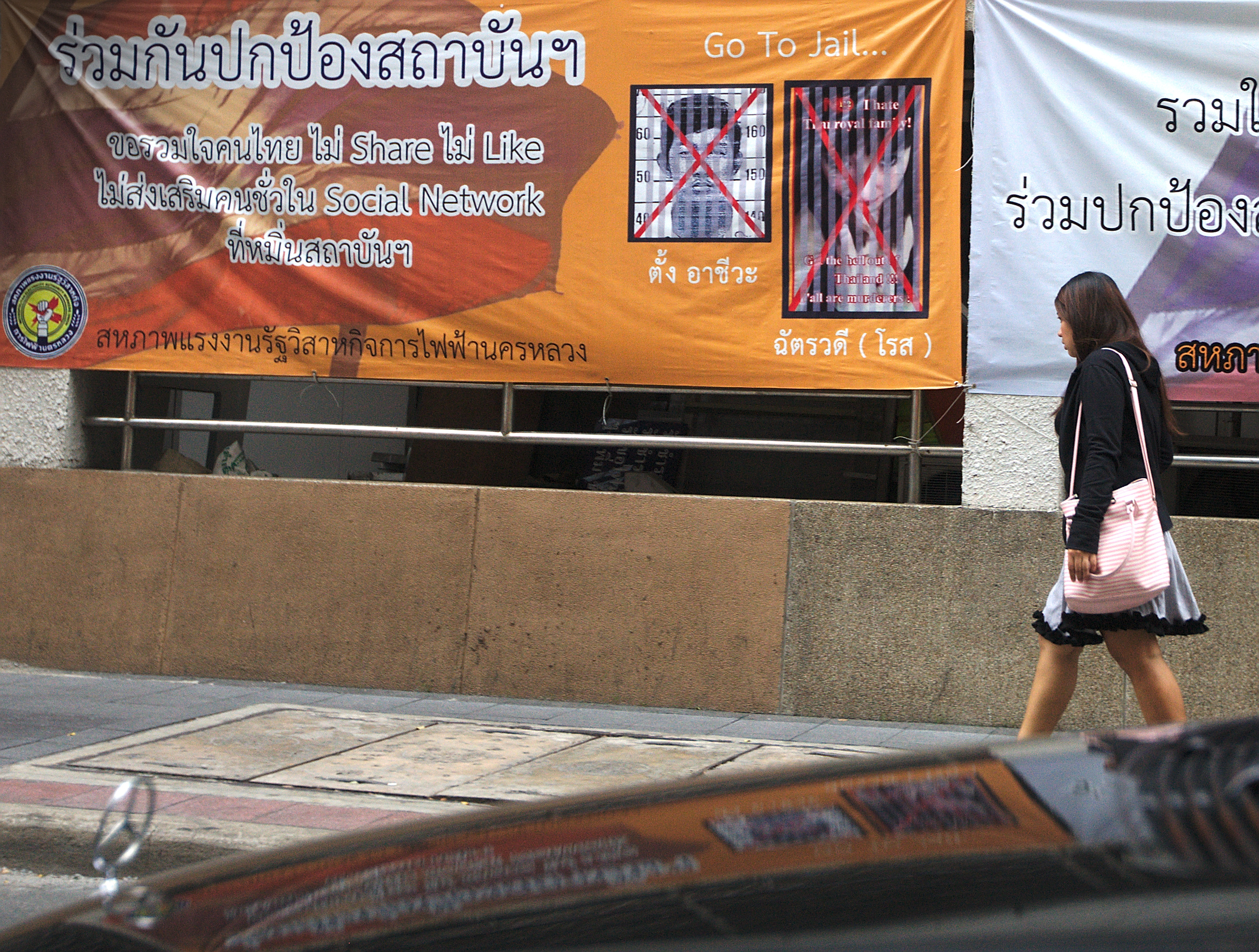
Banderole à Bangkok, le 30 juin 2014 pendant le coup d'État de 2014 en Thaïlande, informant le public qu'aimer ou partager une activité sur un réseau ou un média social peut les conduire en prison.

Un État policier est un gouvernement qui exerce son pouvoir de manière autoritaire et arbitraire, par le biais des forces policières. Les habitants d'un État policier sont limités dans leur liberté d'expression et leur liberté de circulation, et peuvent faire l'objet de diverses coercitions, de tortures, être soumis à de la propagande, de la manipulation mentale, ou encore une surveillance de masse par un État, sous la menace de forces policières.
Cette notion est théorisée par le juriste allemand Robert von Mohl, alors sans connotation négative. Pour le juriste français Raymond Carré de Malberg, la notion d'État policier est à considérer par opposition à l'État de droit. Les analyses plus récentes, tant de juristes que de sociologues, proposent de la considérer en termes de gradations, des réformes ou évolutions successives pouvant transformer un État de droit en État policier, d'où la notion d'« État policier émergent » appliquée à des pays à constitution démocratique. Toute réduction des libertés des citoyens, faisant l'objet d'une surveillance et d'une répression par des forces policières fonctionnant comme appareil d'État, est symptomatique d'un État policier.
Brian Chapman distingue trois types d'États policiers : les traditionnels, les modernes, et les totalitaires. La plupart des totalitarismes sont aussi des États policiers, les exemples historiques les plus souvent cités étant des régimes totalitaires du milieu du XXe siècle, en particulier le Troisième Reich et le stalinisme. D'autres régimes politiques plus modernes, tels que le Juche en Corée du Nord, l'Égypte depuis l'époque d'Hosni Moubarak jusqu'à nos jours, l'Ouzbékistan post-soviétique, ou encore la Chine depuis Jiang Zemin, sont reconnus comme États policiers.
La loi américaine USA PATRIOT Act votée en 2001, puis les lois et exceptionnalités à l'État de droit adoptées en vertu de la lutte contre le terrorisme dans l'Union européenne depuis les années 2000, ainsi que la lutte contre la pandémie de Covid-19 en Europe de 2019 à 2022, entraînent des questionnements relatifs à l'évolution des démocraties occidentales vers des formes d'États policiers.
La thématique des États policiers est abondamment traitée par la littérature et le cinéma de science-fiction. L'exemple typique, ayant influencé jusqu'à la définition de ce terme, reste le roman 1984 de l'écrivain britannique George Orwell, qui a introduit le célèbre personnage de Big Brother.

## Définition et usage
L'État policier est un concept des sciences politiques. À l'origine, un État policier est un État régi par une administration civile. Dès l'Empire romain, la loi de l'Empereur (lex regia) s'applique aux citoyens, et des forces de maintien de l'ordre sont chargées de la faire respecter. Pour le philosophe français Michel Foucault, qui traite abondamment du rôle de la police dans son ouvrage Sécurité, Territoire, Population (1978-1979), « l'État de police, c’est un gouvernement qui se confond avec l'administration, un gouvernement qui est entièrement administratif et une administration qui a pour elle, derrière elle, le poids intégral d’une gouvernementalité ». Depuis le début du XXe siècle, l'expression a « pris un sens émotionnel et péjoratif » en décrivant un état de vie indésirable caractérisé par la présence dominante des autorités civiles, avec une nette augmentation de son usage à la suite de l'émergence du Troisième Reich. L'expression actuelle d'un « État policier » est donc dotée d'une connotation menaçante dans un grand nombre de langues (Police State en anglais ; Polizeistaat en allemand, etc.), la signification originelle ayant été perdue. Le problème fondamental posé par l'État policier réside dans l'impossibilité, pour le citoyen d'un pays donné, de protéger ses propres intérêts face à ceux de l'État.
Les habitants d’un État policier peuvent être confrontés à des restrictions de leurs libertés d'expression, de déplacement, de diffusion d'opinions politiques ou autres, qui font l'objet d'une surveillance ou d'une répression policière. Le contrôle politique peut être exercé au moyen d'une force de police secrète opérant en dehors des limites normalement imposées par un État de droit. Le professeur émérite de criminologie Jack R. Greene définit ainsi un État policier comme « une nation dans laquelle les dirigeants maintiennent l'ordre par la coercition, la terreur, la torture, la propagande, le lavage de cerveau, la surveillance de masse, ou un mélange de ces méthodes ». Il ajoute que, par nature, un État policier est répressif et anti-démocratique, puisqu'il recourt à la suppression des opposants politiques, et la réduction ou l'élimination de libertés civiles.
Michel Levine cite, en 1973, les quatre caractéristiques suivantes comme propres aux États policiers :
- le policier a toujours raison et jouit de l'impunité ;
- la police a un pouvoir très grand, qui n'est pas un pouvoir de droit mais un pouvoir de fait ;
- la police tend à servir davantage le pouvoir politique que l'État ;
- tous les citoyens tendent à se transformer eux-mêmes en policiers.

En termes de fonctionnement, un État policier se rapproche d'un État sous loi martiale. Une démocratie peut ainsi revêtir le fonctionnement d'un État policier en réaction, par exemple, à une menace terroriste. D'après le professeur de droit public Jacques Chevallier, un État policier se soucie de l'efficacité de son appareil administratif, et développe par conséquent une « science de la police ».

### Opposition ou gradation entre les notions d'État de droit et d'État policier

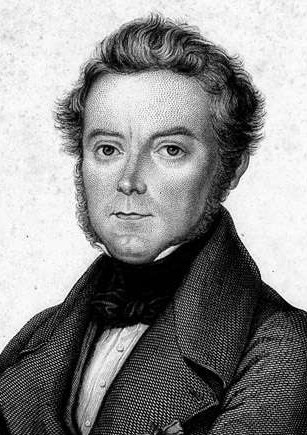
Robert von Mohl (1799 - 1875), qui a introduit la notion d'État de droit et celle d'État policier.

La notion d'« État de droit » n'est entrée dans le vocabulaire courant que durant les années 1930, par opposition aux régimes totalitaires. Le juriste Robert von Mohl, qui a introduit pour la première fois cette notion dans la jurisprudence allemande, a comparé le Rechtsstaat (État « légal » ou « constitutionnel ») au Polizeistaat anti-aristocratique (État policier) sans les opposer,. Dans un Polizeistaat, aucun tribunal indépendant ne peut intervenir pour défendre les citoyens.
Pour le juriste français Raymond Carré de Malberg, « L’État de police est celui dans lequel l'autorité administrative peut, d'une façon discrétionnaire et avec une liberté de décision plus ou moins complète, appliquer aux citoyens toutes les mesures dont elle juge utile de prendre par elle-même l’initiative, en vue de faire face aux circonstances et d'atteindre à chaque moment les fins qu’elle se propose : ce régime de police est fondé sur l’idée que la fin suffit à justifier les moyens. À l’État de police s’oppose l’État de droit… »,.
L'une des questions soulevées par la notion d'État policier, par comparaison à celles d'État de droit et de démocratie, est de savoir si ces notions doivent être considérées en opposition (de manière dichotomique), ou sous forme de gradations de l'une à l'autre : la manière dont la question est envisagée influence la recherche et la façon dont les données sont collectées et organisées.
Le juge argentin de la Cour interaméricaine des droits de l'homme Eugenio Raúl Zaffaroni (es) estime que :

« […] tous les États de ce monde sont en réalité un processus de contradiction permanente entre l'État de droit et l'État de police […] l'État de police reste enfermé à l'intérieur de l'État de droit, encapsulé et contenu, mais avec des pulsions constantes essayant de le perforer et, si possible, de le faire éclater. »

Pour le sociologue belge Jean-Claude Paye, la notion d'État policier doit être considérée et analysée en fonction de restructurations successives, une police qui fonctionne comme appareil d'État remettant alors en cause l'État de droit. D'après le chercheur américain Brian Chapman, toute loi qui a pour effet d'entraver la liberté est considérée comme allant vers un État policier, tandis que toute loi limitant le contrôle exercé par le gouvernement sur la population est considérée comme allant vers un État de droit.

### Usage des nouvelles technologies
Un État policier de l'information est un État dans lequel le gouvernement utilise de manière agressive les nouvelles technologies de l'information et de la communication (NTIC) pour enregistrer, organiser, rechercher et distribuer des preuves médico-légales contre ses citoyens,. Le fichage de militants par la police est une caractéristique constante de l'État policier, bien que des démocraties puissent recourir à ces mêmes pratiques, généralement sans que les citoyens en aient connaissance. Les outils biométriques et la législation sur la protection des données sont par exemple méconnus en France en 2010, les citoyens ayant tendance à faire confiance à l'État pour assurer leur sécurité. Un même outil technologique (par exemple, un outil de prise et diffusion de vidéos) peut-être utilisé par la police pour obtenir une preuve légale contre un citoyen, ou bien par un citoyen pour obtenir une preuve légale contre un policier, comme le démontrent entre autres les affaires de brutalités policières contre les personnes noires aux États-Unis. Les NTIC fournissent des outils potentiels aux États policiers, mais le recours aux NTIC en lui-même ne signifie pas obligatoirement une transformation vers l'État policier, l'adoption de lois relatives à la protection des données et de la vie privée visant à garantir les droits des citoyens.
La Convention européenne de sauvegarde des droits de l’homme et des libertés fondamentales du 4 novembre 1950 (Conv. EDH) traite, dans son article 8, du droit au respect de la vie privée, en stipulant dans le premier paragraphe que « Toute personne a droit au respect de sa vie privée et familiale, de son domicile et de sa correspondance », et dans le second qu'« Il ne peut y avoir ingérence d’une autorité publique dans l’exercice de ce droit que pour autant que cette ingérence est prévue par la loi et qu’elle constitue une mesure qui, dans une société démocratique, est nécessaire à la sécurité nationale, à la sûreté publique, au bien-être économique du pays, à la défense de l’ordre et à la prévention des infractions pénales, à la protection de la santé ou de la morale, ou à la protection des droits et libertés d’autrui ».
Le 6 septembre 1978, un arrêt est rendu après la saisine de cinq avocats allemands, qui dénoncent la législation permettant aux autorités de surveiller leur correspondance et leurs communications téléphoniques sans obligation de les informer ultérieurement des mesures prises contre eux. Cet arrêt souligne que, « Caractéristique de l'État policier, le pouvoir de surveiller en secret les citoyens n'est tolérable […] que dans la mesure strictement nécessaire à la sauvegarde des institutions démocratiques »,.

### Disparition ou démantèlement

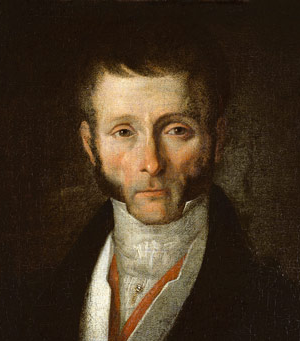
Joseph Fouché, ministre français de la Police sous le Directoire, le Consulat et l'Empire.

Si un État policier peut émerger par l'adoption de lois donnant de plus en plus de pouvoirs à la police sous le contrôle du pouvoir politique en place, inversement, il peut aussi disparaître avec l'adoption de lois libérales, ou par un changement de régime politique et de personnalités en place. Le régime policier mis en place par Joseph Fouché après la Révolution française a ainsi été détruit lorsqu'Édouard Mounier fut nommé directeur général de la police en 1818.
D'après la professeure émérite de criminologie Maria Łoś, et le docteur en sociologie polonais Andrzej Zybertowicz (pl), un État policier post-communiste peut disparaître par la privatisation des diverses ressources nécessaires à son fonctionnement. Ils citent en exemple la Pologne post-communiste, ce démantèlement étant permis par la privatisation « des données personnelles et des fichiers de police secrets, des réseaux d'informateurs secrets, du matériel et des compétences de surveillance, des plans et des technologies opérationnels, et des entreprises économiques créées par les services secrets ». Ce type d'opérations étant hautement sensible, le processus ne peut vraisemblablement aboutir que grâce à une coopération entre acteurs cachés et personnalités éminentes, engagées dans ces activités en coulisses.
L'historien Jose Ramund Canoy examine la transformation de la Bavière après le régime nazi, entre 1945 et 1965. Initialement, l'organisation des forces de police est redevenue similaire à ce qu'elle était avant la guerre. Le démantèlement du régime policier correspond au passage de l'état de crise d'après-guerre à une société de consommation prospère ; si les traditions policières autoritaires ont perduré durant les années d'occupation américaine, les relations entre la société et les autorités de l'État évoluent drastiquement durant les années 1950, conduisant à la disparition du régime policier au milieu des années 1960, parallèlement à l'émergence d'une société post-agricole.

## Étymologie
L’Oxford English Dictionary retrace l'origine de l'expression Polizeistaat  (en français : « État policier ») dès 1851, en référence au recours à une force de police nationale pour maintenir l'ordre en Autriche. Le terme allemand Polizeistaat est entré en usage en anglais durant les années 1930, en référence aux gouvernements totalitaires qui avaient commencé à émerger en Europe, ce qui influe nettement sur la connotation qu'il revêt,,. Il existe un usage adjectival en anglais, désignant la structure d'un État, sans rapport avec son idéologie politique dominante.

## Régimes policiers historiques jusqu'à la fin duXIXesiècle
Dans son ouvrage de référence Police State (1971), Brian Chapman décrit trois formes d'États policiers : traditionnel, moderne, et totalitaire. D'après Michel Foucault, l'État commence à exercer un véritable pouvoir policier, Polizeiwissenschaft, à partir du XVIIIe siècle, en lien étroit avec l'idéologie libérale. Cela conduit à la séparation entre État et société civile. Les États policiers modernes, caractérisés par une gestion de l'opinion publique et de l'attitude politique, l'enregistrement du lieu de résidence et de l'identité de la population, le contrôle des mouvements et l'exclusion de certaines catégories de personnes, émergent au XIXe siècle.

### États policiers primitifs

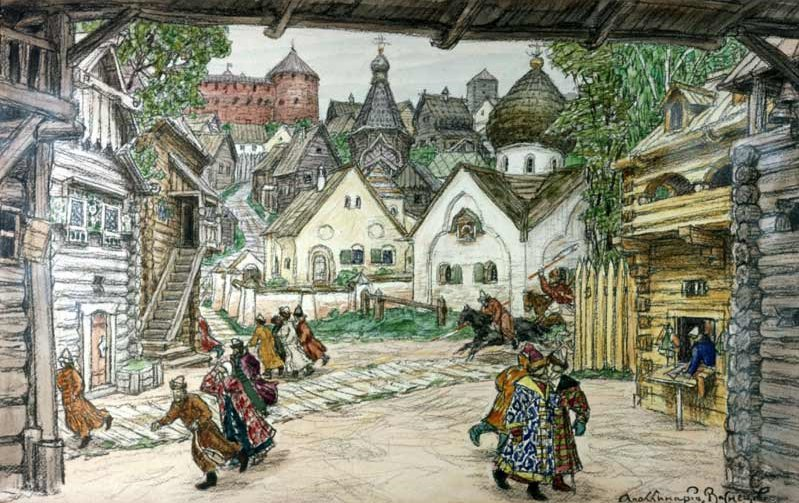
Habitants de l'Opritchnina fuyant le massacre, décor d'Apollinaire Vasniétsoff pour l'opéra de Tchaïkovski L'Opritchnik.

Bien que le terme n'existait pas encore, des régimes anciens ont parfois été qualifiés d'États policiers primitifs par certains chercheurs.
Dans le cadre de la Réforme anglaise, le roi Henri VIII, assisté de ses conseillers Thomas Cranmer et Thomas Cromwell, promulgue et impose l'Acte de suprématie au royaume d'Angleterre en adoptant, entre 1534 et 1540, les méthodes d'un État policier, « basées sur un mélange de terreur, de propagande et de corruption politique », selon Charles K. Rowley et Carol Bin Wu.
L'Opritchnina mis en place par Ivan le Terrible pendant le tsarat de Russie en 1565 fonctionne de la même manière, permettant des persécutions par les Opritchnik sous l'autocratie : le sociologue Aleksander Gella estime à ce titre qu'il s'agit du premier État policier de l'Histoire. Pour Richard Pipes, « la Russie impériale n'était que le prototype d'un État policier puisque certaines garanties subsistaient (voyages à l'étranger, propriété privée, restrictions légales contre l'oppression), mais ce fut assez pour radicaliser la société russe », et notamment l'intelligentsia.
Un modèle d'État policier à prédominance ecclésiastique existe avec le régiment de la police ecclésiastique (kirchliche Polizeiregiment) en Bavière sous Maximilien Ier (1596-1651). Conseillé par les Jésuites dans le cadre de la Contre-Réforme, Maximilien Ier établit les lois et les règles de l'Église catholique selon le Concile de Trente, avec de très dures sanctions, dont la peine de mort. Il fait aussi ordonner une surveillance par des espions dans tout le pays.
Brian Chapman (1971) souligne qu'en France, sous Louis XIV, le poste de lieutenant général de police est créé en 1667, entraînant une régulation d'État, notamment de la circulation et de la prostitution, ainsi que la fermeture de la cour des Miracles, dans un contexte où la société française tout entière est pénétrée par divers espions et informateurs.

### Royaume de Prusse
Brian Chapman estime que c'est en s'inspirant de la France que le Royaume de Prusse voisin développe le concept de Polizeistaat, au XVIIIe siècle : il est par conséquent l'inventeur de ce concept. Ces réformes visant la discipline, la rigueur, et l'autosuffisance économique, font suite à la guerre de Trente Ans. Les premières réformes en ce sens sont conduites par Frédéric-Guillaume Ier de Brandebourg (1620-1688), et poursuivies par ses successeurs, qui bâtissent un appareil d'État bureaucratique très hiérarchisé, dans un contexte de menace de guerre permanente. L'armée prussienne, renforcée, est chargée de protéger l'intégrité de l'État et les intérêts de l'Aristocratie au pouvoir,. La doctrine se caractérise par une fusion du pouvoir législatif et du pouvoir judiciaire, privant les citoyens prussiens de la possibilité de protéger leurs propres intérêts face à ceux de l'État. Le support juridique et intellectuel est assuré par les caméralistes allemands. L'accès aux plus hauts échelons des forces policières prussiennes s'effectue au mérite.
Toujours d'après Chapman, les forces policières prussiennes ne sont pas particulièrement répressives, car l'intérêt de l'État rejoint globalement celui du peuple, avec un souci réel d'assurer son « bien-être »,. Il en conclut que « la nature finale arbitraire du pouvoir policier était acceptée [par la population], mais la nature arbitraire du pouvoir policier exercé par les officiels ne l'était pas ».

### Autriche sous Joseph II
Selon Chapman, la première réelle tentative de bâtir un État entièrement basé sur l'usage extensif des forces de police par le pouvoir en place revient à Joseph II d'Autriche (1741-1790), qui s'inspire directement de Frédéric II de Prusse, notamment en définissant l'État comme chargé de maintenir le bien-être du peuple. Joseph II considère que l'acceptation de son régime par le peuple est extrêmement importante. Il abolit les privilèges féodaux et ecclésiastiques, et promulgue ou modernise de nombreuses lois ainsi que le code de la criminalité. Il est aussi le premier à créer une force de police secrète, qui constitue l'institution centrale de son État policier.

### En France sous la Révolution, le Premier Empire et le Second Empire
Joseph II inspire à son tour Joseph Fouché, qui applique des méthodes très similaires en France après la Révolution française et sous l'Empire. Le Premier Empire adopte ainsi un fonctionnement d'État policier sur certains points, notamment en ayant largement recours à la dénonciation dans les régions d'Italie conquises.
Durant le Second Empire, la répression du coup d'État du 2 décembre 1851 jusqu'en janvier 1852, impliquant des milliers d'arrestations, vaut de nouveau à la France le qualificatif d'État policier.

## États policiers duXXesiècle
Les deux exemples canons d'États policiers, les plus souvent cités, sont deux régimes totalitaires : le Troisième Reich dirigé par Adolf Hitler (1933-1945), et l'Union des républiques socialistes soviétiques (URSS) sous la direction de Joseph Staline (1929-1953). Brian Chapman examine leur évolution et leur passage du statut d'États policiers modernes à celui d'États policiers totalitaires. La plupart des études sur les États policiers portent sur la répression, et les groupes opprimés.
Pour le politologue Reginald Whitaker, « aussi répugnant que soit le visage de la répression totalitaire, il ne doit pas nous empêcher de voir que des pratiques semblables ont eu cours dans des démocraties libérales de l'Ouest », bien que le niveau de répression ne soit pas comparable aux pratiques des Nazis et des Soviétiques. Un exemple est le comportement des forces policières et militaires françaises pendant la guerre d'Algérie : le pays, alors colonie française et département français, est géré comme par un État policier, ; la lutte contre la délinquance de droit commun entraîne la création, entre 1953 et 1960, d'organes de police spécifiquement chargés de réprimer les nationalistes algériens.
Il est difficile de définir unanimement un État policier moderne : la communauté internationale reste impuissante devant le terrorisme pratiqué à grande échelle par des États policiers envers d'autres pays plus pauvres, alors que les États qui la composent répriment sévèrement les actes terroristes commis par certains individus ou groupes ciblés.

### Empire du Japon (1911 - 1945)
D'après l'historienne du Japon Elise Tipton, l'empire du Japon, et plus précisément entre les années 1920 et 1930, constitue un exemple méconnu d'État policier. Il s'appuie sur une police politique, la Tokkō, qui se développe à la manière d'une institution propre. La Tokkō ne pratique pas la répression active, mais émerge comme un « groupe d'auto-défense administrative » contre les menaces perçues à l'intégrité de l'État du Japon. La répression exercée par la Tokkō est surtout « disproportionnée » par comparaison aux menaces réelles contre la sécurité de l'État. La population japonaise reste durablement marquée par le sentiment de menace associé à la Tokkō. L'époque est également marquée par un recul de la liberté d'expression et de la liberté de la presse.

### Italie fasciste (1922 - 1943)

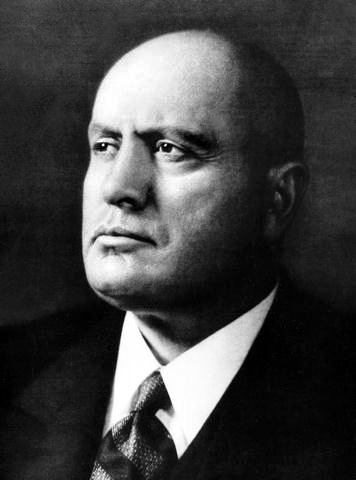
Portrait de Benito Mussolini.

En 1926, Benito Mussolini a créé en Italie un régime dictatorial totalitaire fasciste : il adopte une loi autorisant la police à arrêter et enfermer quiconque sur motif politique ou apolitique, sans passer par un jugement. Il crée aussi une force de police politique, l'OVRA, à la fin de l'année 1926. D'après Jackson J. Spielvogel, Mussolini tente de créer un État policier en s'inspirant de l'Allemagne nazie, mais les activités de la police italienne n'atteignent jamais le degré de répression et d'efficacité des forces policières nazies. L'Italie fasciste déploie aussi une propagande intense dans tous les médias : radio, journaux, cinéma...
La police coloniale italienne (Pipitone) se montre particulièrement répressive envers les natifs éthiopiens (dominioni).
Les formes de contrôle social brutales perdurent près de 20 ans après la chute de Mussolini. Une série de réformes conduisent à une réforme-clé de la police dans les années 1980, qui fait réellement de l'Italie un État de droit.

### Troisième Reich (1933 - 1945) et régimes affiliés

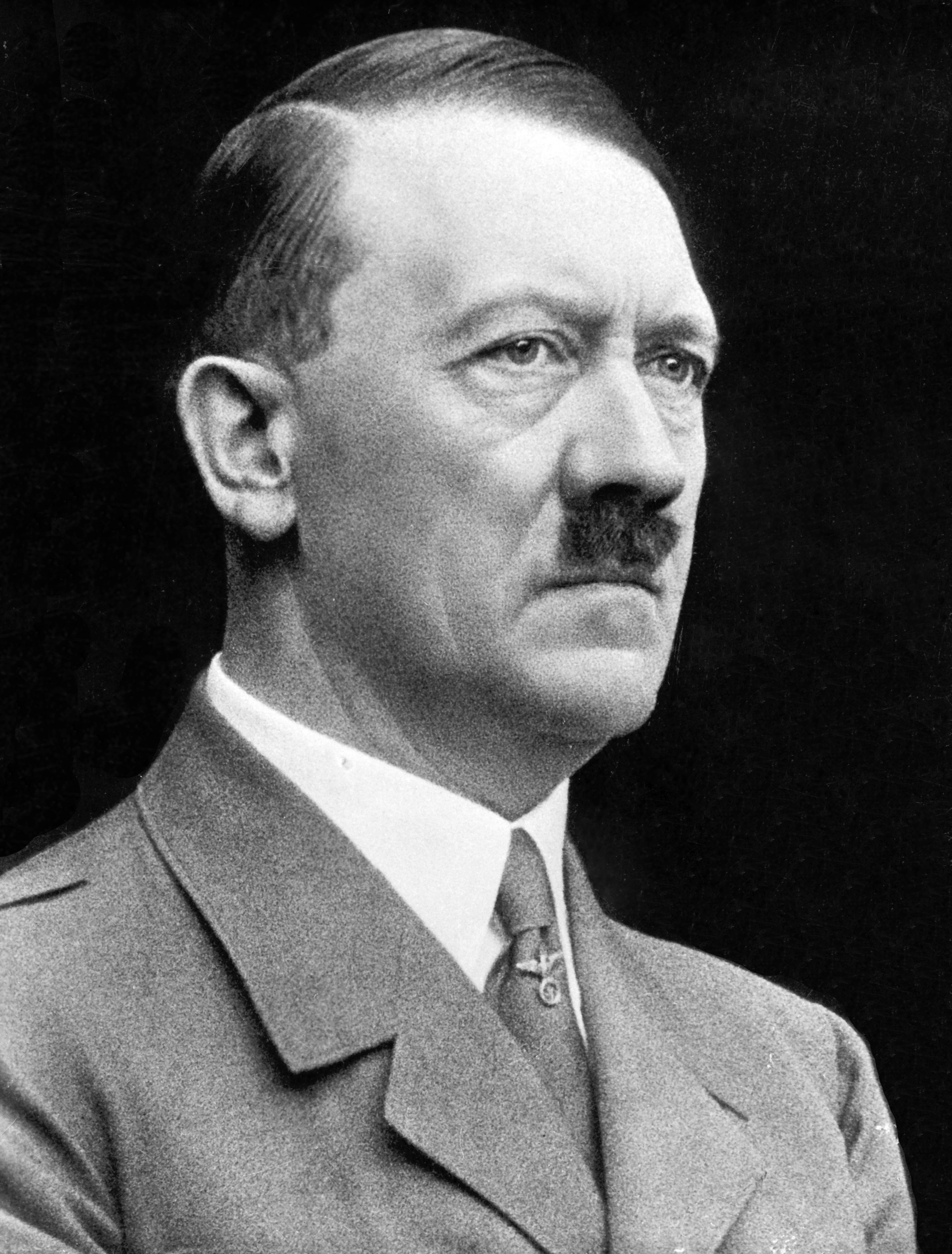
Portrait d'Adolf Hitler daté du 20 avril 1937.

Le Troisième Reich, qui succède à un gouvernement démocratique, est qualifié d'« État policier totalitaire » dans l'Encyclopædia Britannica. L'entièreté du régime mobilise ses forces policières en faveur de son objectif totalitaire et révolutionnaire. Dès 1930, Adolf Hitler charge la Schutzstaffel (SS) de jouer le rôle de police politique interne au parti nazi, en plus de la Sturmabteilung (SA) qui agit de manière indépendante. L'historien du nazisme Peter Longerich décrit les étapes de la constitution de l'État policier totalitaire en débutant par la promotion de Heinrich Himmler, proche de Hitler, au grade de responsable des SS et de toutes les polices allemandes, ce qu'il décrit comme la « première pierre d'une organisation policière bâtie sur le parasitage de l'administration du Reich par les SS ». La modification du rôle de la police criminelle vers l'élimination de groupes marginaux ou asociaux, en 1936, constitue une seconde étape. Enfin, la diffusion du concept hitlérien de « sous-homme » (Untermensch) auprès de la Gestapo et de la police allemande de façon plus générale signe, toujours d'après Longerich, l'acte de naissance de l'État policier totalitaire.
Hitler fait de la SS son « instrument personnel ». Le pouvoir exercé est particulièrement arbitraire, puisque n'importe quel citoyen peut être arrêté et interné sans intervention de la justice, y compris des sympathisants du régime tels que Hans Frank. Il exerce graduellement un contrôle de plus en plus répressif sur sa population au cours de la Seconde Guerre mondiale. En plus de la SS et de la Gestapo, les forces policières nazies utilisent le pouvoir judiciaire pour contraindre la population à partir des années 1930. Enfin, une propagande d'État intense est mobilisée.

#### Régime de Vichy (1940 - 1944)
En France, le régime de Vichy succède à la Troisième République après le vote des pleins pouvoirs constituants à Philippe Pétain, le 10 juillet 1940. Il s'agit d'un État policier caractérisé par la violence politique due à l’occupation allemande, et donc un alignement sur l'idéologie politique nazie, visant notamment l'homogénéité ethnique. L'épuration de la police française est l'une des premières mesures prises sous Vichy, suivie d'une centralisation et d'une étatisation de son fonctionnement. La presse est censurée, seules les publications pro-nazies étant autorisées en zone nord. Les communications postales et téléphoniques des citoyens français sont placées sous surveillance. La magistrature est également épurée, et les magistrats du siège perdent leur inamovibilité, ce qui constitue une violation de la séparation des pouvoirs (le pouvoir judiciaire étant désormais soumis à l'exécutif). De nombreuses juridictions d'exception sont créées sous Vichy, pour réprimer, entre autres, les communistes et le marché noir. L'intensité de la répression s'accentue sur toute la durée du régime, des cours martiales étant installées en janvier 1944 pour juger les « terroristes » au terme d'un procédé judiciaire sommaire. Lorsque la victoire finale des nazis est remise en cause, l'intensification de la résistance conduit le pouvoir en place à s'appuyer sur ses éléments les plus radicaux, et à rechercher une police de plus en plus « forte », le régime « finissa[n]t en État policier, et cruellement policier », analyse l'historien Jean-Pierre Azéma.

### Union des républiques socialistes soviétiques (1922 - 1991)

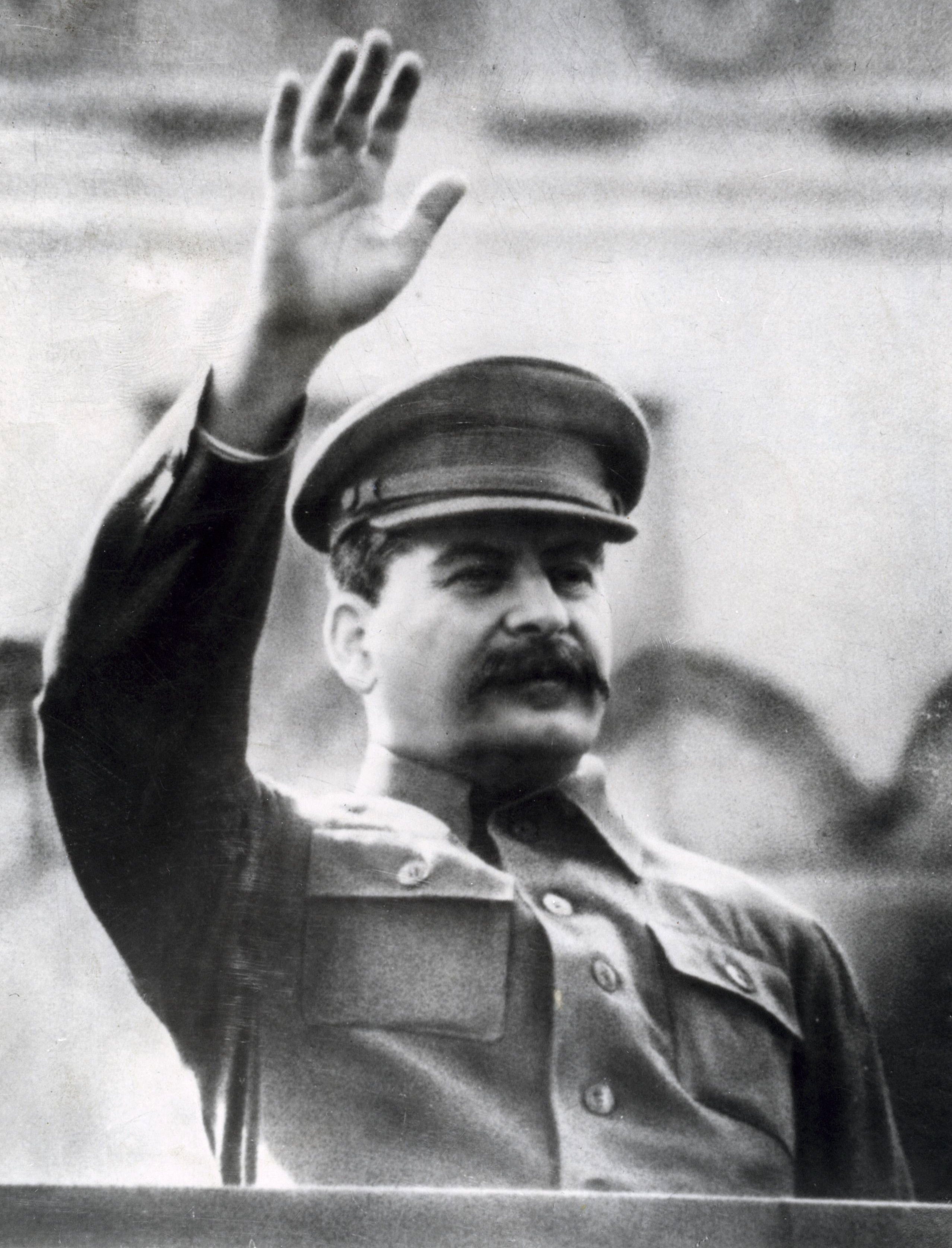
Portrait de Joseph Staline en juillet 1941.

Depuis sa fondation en 1922 jusqu'à sa dissolution en 1991, l'Union soviétique, gérée par le Parti communiste, est un État policier dans lequel pratiquement toutes les libertés individuelles sont contraintes par la surveillance, le contrôle et la répression. Les Bolcheviks sont à l'origine de la création des premières agences de renseignement modernes, et de la première police secrète chargée de servir d'arme pour maintenir et consolider le pouvoir de l'État sur ses citoyens.
À partir de 1928, la dénonciation est encouragée et banalisée par le pouvoir, qui diffuse des encouragements à dénoncer à la radio et dans les journaux. Les libertés économiques, de voyager, éducatives, d'expression, et autres, sont inscrites dans les documents constitutionnels, mais n'existent pas dans la pratique. Il faut une autorisation des autorités pour presque toutes les activités importantes. Les autorités de l'État, principalement les services secrets et de sécurité de l'État (police politique : Tchéka, Guépéou, NKVD puis KGB), surveillent de près la vie publique et privée des citoyens soviétiques. Les opposants politiques font face à des persécutions de l'État et à des peines sévères, de la torture (lubjanka) et à l'exécution ou à l'expulsion vers des camps (goulag), avec un coût très élevé en vies. John Foster Dulles qualifie l'URSS d'État policier en 1947, assurant que le peuple russe souffre.
Le contrôle totalitaire et les mesures coercitives en URSS atteignent leur paroxysme sous le stalinisme. En vertu de la règle de l'État et sous le contrôle du chef du parti Léonid Brejnev, les dissidents sont envoyés vers des goulags ou dans des hôpitaux psychiatriques. À l'époque de Nikita Khrouchtchev, et depuis la fin des années 1980, avec le gouvernement de Mikhaïl Gorbatchev, une certaine liberté culturelle, politique et personnelle s'instaure. Dès la période post-Staline, une clandestinité dissidente s'était développée, en permettant, entre autres, la diffusion de la littérature interdite (samizdat) et un certain humour politique.

### Pays du bloc de l'Est
Après la fin de la Seconde guerre mondiale, les pays européens du bloc de l'Est, situés à l'Est du rideau de fer, passent sous le contrôle plus ou moins étroit de l'URSS. Ces régimes sont caractérisés par une police politique agissant dans le secret, destinée à maintenir le régime en place : Stasi, Securitate, StB, SB et ÁVH ; ces polices politiques, dont l'organisation préexistait généralement à cette période d'après-guerre, ont suscité de nombreux fantasmes dans le monde occidental quant à leurs effectifs et leur violence. D'après le professeur d'études politiques Emmanuel Droit, leur action explique en partie la stabilité des régimes communistes, qui « reposent aussi sur la capacité de ses polices à agir de manière préventive en étouffant dans l’œuf toute velléité d’opposition et de résistance ».
En 1949, la Hongrie est considérée par le Premier ministre du Royaume-Uni comme un État policier. La république populaire de Pologne est également reconnue pour en être un, pratiquant la délation et l'espionnage de ses citoyens.

#### Roumanie (1948 - 1989)
D'après l'historien de la Roumanie Dennis Deletant (en), de toutes les forces de police politique des pays communistes d'Europe de l'Est, la Securitate roumaine est celle qui a acquis la plus grande notoriété. Elle est en effet réputée pour son efficacité et son pouvoir répressif, n'étant surpassée, sur ce dernier point, que par la police albanaise. Une grande partie de son succès s'appuie sur le sentiment de terreur qu'elle inspire aux citoyens roumains. La Securitate protège les intérêts des dirigeants roumains sous la République populaire roumaine (1947 - 1965), puis sous la république socialiste de Roumanie (1965 - 1989).
Les effectifs de la Securitate sont moins importants que le mythe populaire a pu le faire croire, avec environ 5 000 agents en 1950, pour 14 259 en 1989, au moment de la chute du régime de Nicolae Ceaușescu. La Securitate s'appuie sur des dizaines de milliers d'informateurs.

#### République démocratique allemande (1949 - 1990)

Blason de la Stasi.

Après la fin du Troisième Reich, la République démocratique allemande (RDA), ou « Allemagne de l'Est », adopte la forme d'un État policier communiste. La faible légitimité du pouvoir élu dans cet État perçu comme artificiel et impopulaire parmi la population, de même que la possibilité de capter des émissions de télévision diffusées en Allemagne de l'Ouest et qui promeuvent le capitalisme, sont perçus comme une menace par le pouvoir en place. Le téléviseur étant très présent dans les foyers est-allemands, de nombreux citoyens regardent des chaînes « interdites ».
Le pouvoir communiste s'inspire de l'héritage du nazisme, ainsi que de la police politique russe, pour créer sa propre police secrète, la Stasi. Moins brutale que la Gestapo, la Stasi se révèle particulièrement efficace pour pénétrer la société civile, allant jusqu'à provoquer des séparations dans des couples. En comptant tous ses informateurs, à la fin des années 1980, la Stasi mobilise un citoyen est-allemand sur 200.

### Dictature militaire d'Augusto Pinochet (1973 - 1990)
La dictature militaire d'Augusto Pinochet, au Chili, opère en État policier en pratiquant la répression des libertés publiques, l'élimination des opposants politiques, une limitation de la liberté d'expression, l'abolition du droit de grève et le gel des salaires.
Ce pouvoir militaire arrivé en 1973 en opposition à un régime socialiste entreprend de profonds changements inspirés par les Chicago Boys, les militaires ayant davantage d'intérêts à servir la bourgeoisie locale et le pouvoir en place que les travailleurs du peuple chilien. Des militants orientés politiquement à gauche, et des représentants du peuple, sont emprisonnés de façon arbitraire. Le rapport ONU des droits humains daté de 1983 décrit une « recrudescence de la violence » depuis la fin de la présidence de Salvador Allende, avec une multiplication de dispositions violant l'État de droit, telles que l'autorisation de détention de la population pendant 5 à 20 jours, l'autorisation d'exiler quiconque pendant trois mois et d'expulser du pays pour des motifs politiques, la présence de 158 prisonniers politiques, de 133 prisonniers nécessitant des soins médicaux, et l'usage de la torture par chocs électriques dans six cas.
D'après le journaliste français Bruno Patino, le départ d'Augusto Pinochet s'accompagne d'une transition de l'État policier vers l'État de droit démocratique, avec des garanties étendues pour les citoyens chiliens. Il note toutefois que le pouvoir en place n'entend pas facilement abandonner les dispositifs de contrôle de la population auxquels il peut faire appel en cas d'état d'urgence.

### Régime d'apartheid en Afrique du Sud (1948 - 1991)

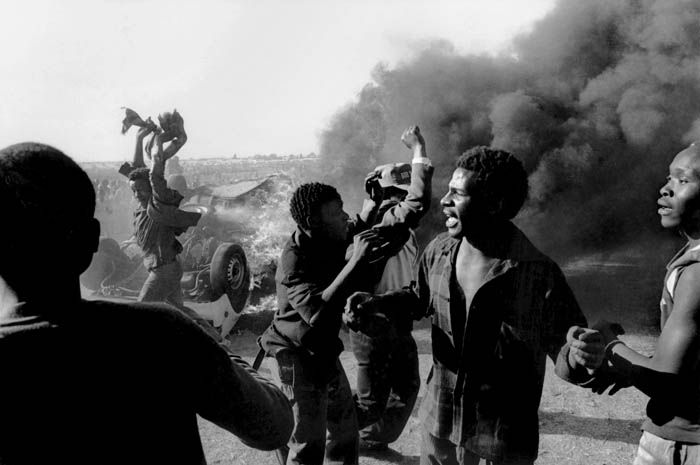
Manifestants anti-apartheid en Afrique du Sud dans les années 1980.

À l'époque de l'apartheid, l'Afrique du Sud revêt des caractéristiques de l'État policier, telles que l'interdiction de certaines personnes et organisations, l'arrestation de prisonniers politiques, la ségrégation de communautés humaines, et une restriction de la liberté de mouvement et d'accès.
À partir de 1976 et des émeutes de Soweto, le pays est en proie à une montée de la violence politique et de la répression policière dans les townships. Le mouvement de conscience noire, à l'origine des troubles de Soweto, est décapité avec la mort de son chef charismatique, Steve Biko. L'émotion causée par la mort de ce dernier conduit le conseil de sécurité de l'ONU à imposer pour la première fois des sanctions obligatoires contre l'Afrique du Sud. L'année 1986 est marquée par la poursuite de la répression, des milliers d'arrestations, et des centaines de morts avec un nombre important de bavures policières et de meurtres menés par des « escadrons de la mort à la sud-américaine », touchant à la fois des universitaires blancs de gauche, et des personnalités noires impliquées dans des organisations civiles anti-apartheid.

## Régimes policiers actuels
Des États policiers perdurent au XXIe siècle, dans un contexte de prééminence du libéralisme économique. D'après le philosophe français Denis Collin, les libéraux véritables sont pris dans une contradiction qui les pousse à soutenir des valeurs contraires à leurs idéaux, dont des États policiers, dès lors que le pouvoir est garant de la libre circulation des capitaux.
Israël est parfois qualifié d'État policier en raison du ressenti de la population palestinienne, et d'une présence importante de la police. Cependant, d'autres analyses font valoir qu'il s'agit d'un État d'apartheid, ou encore, d'un « État policier où règne un système d'apartheid de style sud-africain dont sont victimes les citoyens arabes ». Fin 2019, l'ONU envoie une équipe d'observation au Chili, qui constate sur place de multiples violations policières du droit théorique, et publie par la suite un rapport appelant à réformer ce pays.

### République de Cuba
Selon Maxime Michault (Université de Strasbourg), Cuba revêt les caractéristiques d'un État policier en conséquence des tentatives américaines pour déstabiliser ce pays : si la politique sociale y est très aboutie, en particulier à destination des personnes les plus démunies (2013), la population cubaine est globalement réprimée et mise en souffrance. Le président américain John Fitzgerald Kennedy, et plus globalement diverses personnalités des États-Unis, ont qualifié Cuba d'État policier à la « misère croissante ».
En 2018, la séparation des pouvoirs reste inconnue à Cuba ; en préparation de la succession de Raúl Castro, plusieurs avocats indépendants sont arrêtés par la police politique. En novembre 2019, Cuba autorise la surveillance dans les enquêtes criminelles sans l'accord d'un juge.

### Asie de l'Est

#### République populaire de Chine
D'après le rapport de Michel Destot, les membres du Parti communiste chinois ont longtemps été divisés (notamment à la suite des manifestations de la place Tian'anmen en 1989) sur la forme de gouvernance à privilégier en Chine : marxisme renouvelé, nationalisme, conservatisme, ou État policier. Le pouvoir policier est renforcé sous Jiang Zemin (1993-2003). Selon Guo Xuezhi, la Chine ne s'est jamais développée comme un État policier, même sous Mao Zedong, car sa police est sous le contrôle du parti, et non d'un individu unique. À l'inverse, pour l'écrivain et journaliste français Olivier Guez, l'héritage que laisse Deng Xiaoping à la Chine est un « mélange de libéralisme économique et d'État policier ultra-centralisé en voie d'ultra-numérisation ».
Plusieurs sources de presse pointent les pratiques policières contre l'ethnie musulmane des Ouïghours dans la région chinoise du Xinjiang en les comparant à celles d'un État policier. D'après Business Insider (2018), elles s'apparentent à celles « d'un des États policiers les plus intrusifs au monde ». Les citoyens du Xinjiang doivent en effet fournir des échantillons d'ADN pour obtenir un passeport, et donc l'autorisation de voyager ; ces exigences de la Chine profitent en premier lieu aux entreprises mises au service de l'appareil d'État policier chinois. De même, la majorité des Tibétains (en 2018) déclarent avoir la sensation de vivre dans un État policier sous colonisation chinoise, avec une présence répressive des forces policières, et un degré très élevé de surveillance,.

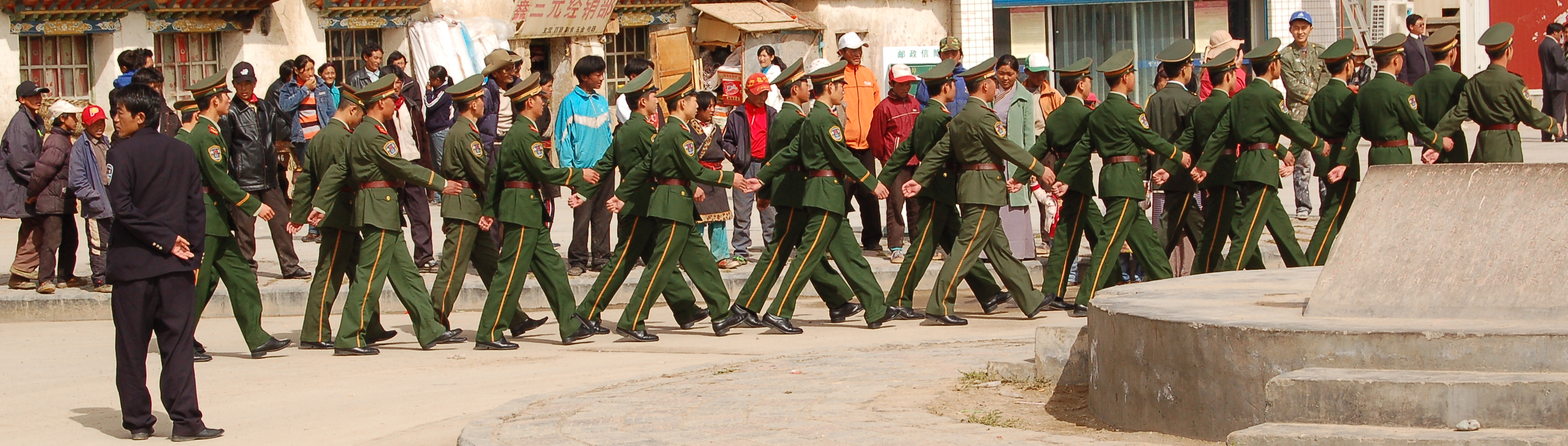
La police chinoise marchant dans une rue de Drongpa, au Tibet, en août 2007.

Olivier Guez compare le système de crédit social chinois à un « super-Big Brother […] méga-fichier national où chaque citoyen chinois doit être noté en fonction de son comportement avec des bons et des mauvais points ». L'État chinois fait par ailleurs largement usage d'outils de traçage numérique pour contrôler sa population durant la pandémie de Covid-19 en Chine.
L'évolution de la situation à Hong Kong, en tensions avec la Chine (en 2019 et 2020) sur la question de sa semi-indépendance et sur fond de « défi au monde occidental », fait aussi craindre une gestion du territoire typique de l'État policier,.

#### Corée du Nord

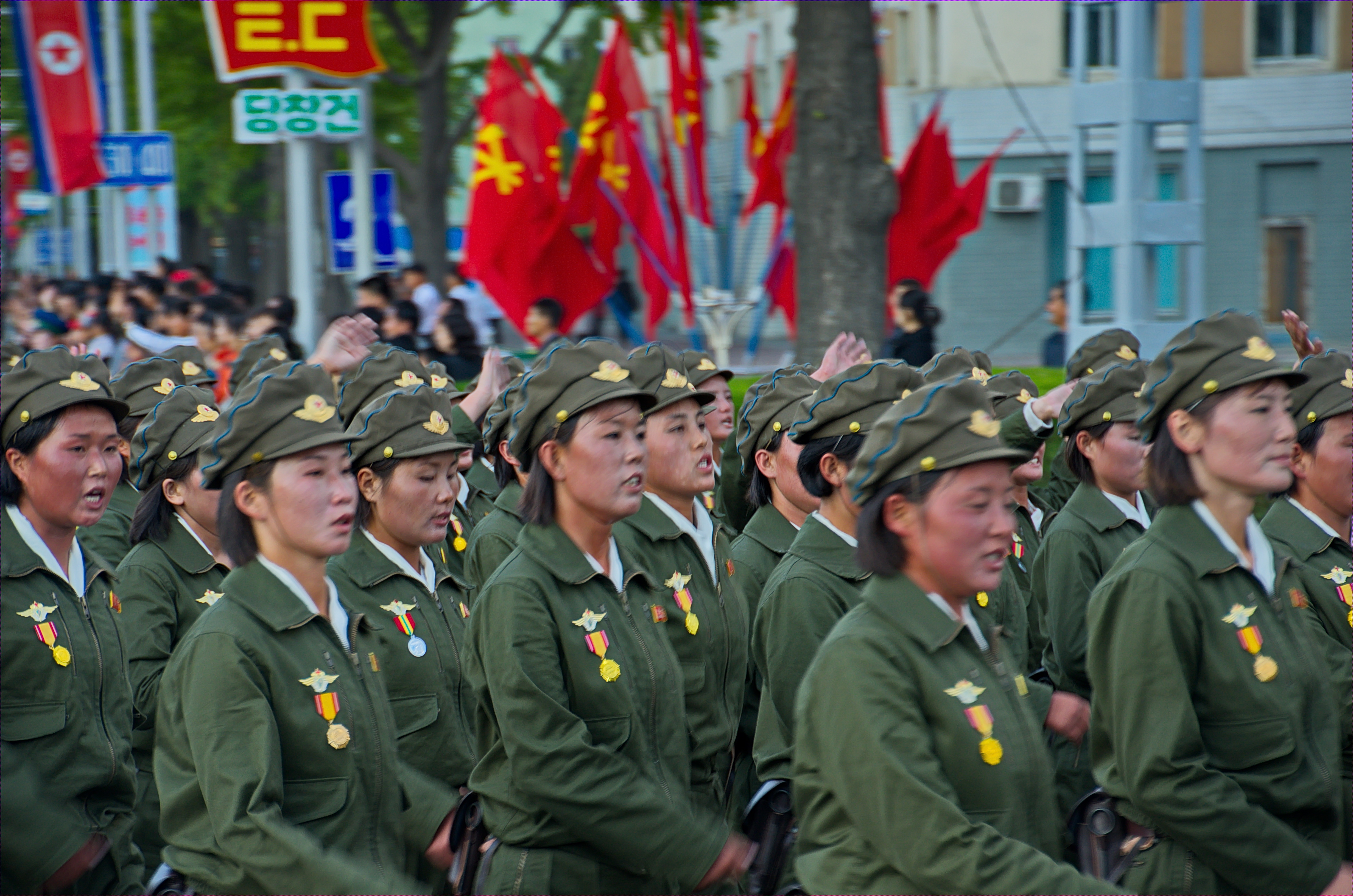
Parade militaire en Corée du Nord.

La Corée du Nord répond à la définition d'un État policier à plusieurs reprises durant son histoire, depuis le Juche du royaume de Silla, jusqu'à l'imposition d'une police d'État fasciste par les Japonais. Selon Pascal Dayez-Burgeon, la forme d'État policier totalitaire actuelle, imposée et maintenue par la dynastie Kim depuis 70 ans, « n'a apporté à son peuple que guerres et destructions, famine et sous-développement, camps et terreur policière ». Il signale la pratique généralisée de la délation, la police politique, et le kwanliso vers lequel chaque citoyen nord-coréen est susceptible d'être déporté « sans préavis ni jugement », pour comparer le régime nord-coréen actuel aux dernières années du Troisième Reich : « la Corée du Nord est un État policier, un régime de terreur, un immense camp de concentration dont les Kim sont les kapos ».

### Asie du Sud-Est
La plupart des régimes politiques d'Asie du Sud-Est sont autoritaires.

#### Thaïlande
En Thaïlande, le régime du général Phao (fin des années 1940 et années 1950) a été qualifié de policier par plusieurs écrivains originaires du pays, en raison de sa brutalité à l'égard de la population. Le régime thaïlandais évolue vers une monarchie constitutionnelle, mais la police y conserve un pouvoir important. La loi martiale a été adoptée en 2004, conduisant à une occupation policière des monastères, ainsi qu'à l'apparition de « moines militaires » : cette militarisation des monastères par l'État thaïlandais et le rôle des moines bouddhistes donnent une dimension religieuse à la guerre civile dans le sud de la Thaïlande.

#### République socialiste du Viêt Nam
Dans le Nord du Viêt Nam, Hô Chi Minh a instauré un État policier contrôlé par le PCI, appuyé par une police efficace et un réseau d'informateurs dense, pratiquant le fichage des dissidents et de leur famille. L'Association d'études et d'informations politiques internationale qualifie ce régime d'« archi-policier et officiellement stalinien ».
Le Viêt-Nam libéralise son économie durant les années 1980 (Doi Moi), mais conserve un régime autoritaire et policier, avec un parti unique et une forte répression. L'armée conserve aussi un pouvoir important : le parti communiste vietnamien (PVC) et l'Armée populaire vietnamienne (APVN) « restent les deux acteurs centraux de l’histoire politique du Viêt Nam contemporain. Par leurs actions et le contrôle qu’ils exercent, ils sont à la croisée des tensions entre autoritarisme politique et ouverture économique ».

#### République démocratique populaire lao
D'après le professeur de géographie Ian G. Baird, depuis la prise de contrôle du Laos en 1975, le Parti révolutionnaire populaire lao, parti unique, et le gouvernement, s'appuient sur le secret, le déni, la gestion et le contrôle de l'information pour gouverner. La police politique laotienne est néanmoins peu efficace dans sa mission de contrôle et de censure de l'information.
Le département d'État des États-Unis décrit le Laos comme un État policier bafouant les droits humains fondamentaux, où le parti unique au pouvoir interdit la liberté d'expression. Dans son étude Histoire de la police nationale du Laos, J. Deuve n'emploie pas ce qualificatif, décrivant une police centralisée et hiérarchisée, qui ne veut pas devenir « un État dans l'État ».

### Afrique

#### Égypte

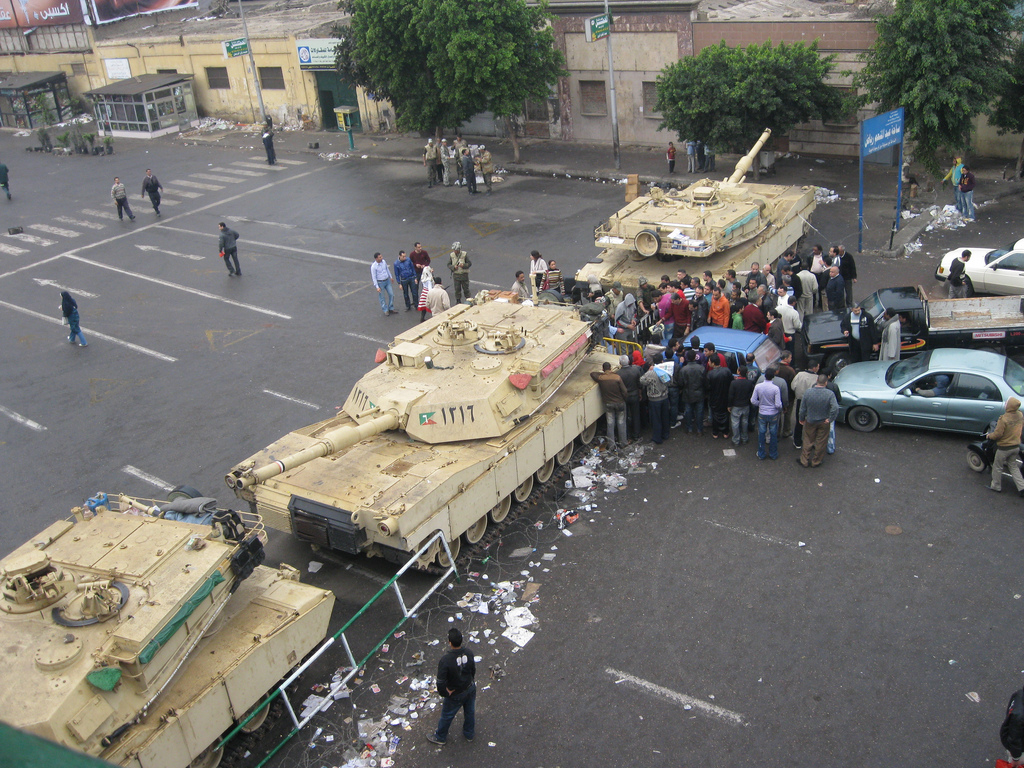
Barrage de chars M1 des forces armées égyptiennes, le 4 février 2011.

Depuis les années 1990, en Égypte, le président Hosni Moubarak a renforcé les pouvoirs de la police, en prenant pour prétexte la lutte contre les menaces terroristes. Selon Baudouin Long (prix Bourdarie 2019), la police égyptienne « fait régner la terreur », en particulier la police politique, la amn al daoula, comptant environ 100 000 fonctionnaires. Il ajoute que des commerçants et des chauffeurs de taxis sont extorqués par la police égyptienne, et que la torture est régulièrement pratiquée, en toute impunité.
Après la révolution de 2011, le gouvernement de Mohamed Morsi,, puis le gouvernement par intérim qui dirige brièvement le pays de 2013 à 2014, après sa chute, de même que le gouvernement suivant d'Abdel Fattah al-Sissi,, sont accusés, dans la presse des pays occidentaux, de faire perdurer cette situation, voire de l'empirer, la police ayant repris le pouvoir, avec un chiffre officieux de 20 000 arrestations de civils entre la Révolution et la fin de l'année 2013. Nicholas Piachaud, chercheur sur l’Égypte à Amnesty International, estime que « cinq ans après le soulèvement qui a conduit à la destitution du président Moubarak, l'Égypte est redevenue un État policier ».
En 2018, des témoignages de citoyens égyptiens dans Le Figaro font état de « barrages de sécurité partout dans les grandes villes comme Le Caire et Alexandrie, surtout le soir […]. À cause des tortures infligées, les gens ont peur de la prison maintenant […] la répression est plus importante ».

#### Érythrée
L'Érythrée est considérée, notamment selon Human Rights Watch, comme l'un des pays les plus répressifs au monde. Il est aussi l'un des plus militarisés, avec un recours régulier à l'incarcération arbitraire.
D'après l'ethnologue David Bozzini (2014), l'Érythrée rassemble toutes les caractéristiques typiques d'un État policier despotique d'Afrique, et présente l'un des taux de militarisation les plus élevés au monde. Le maintien de l'ordre s'appuie sur des conscrits, conscients des risques qu'ils encourent en menant à bien leur mission temporaire, dans un contexte de surveillance et de répression policière. Le sentiment d'insécurité ressenti par la population érythréenne créé, à tort, l'image d'un État fort. Les pratiques de délation, la peur et la suspicion entre les citoyens du pays sont importantes, le pouvoir s'appuyant sur une stratégie de limitation de la confiance entre les individus.

#### République d'Angola
L'Angola, un pays très riche en hydrocarbures et pierres précieuses, a été victime d'une longue guerre civile sous la présidence de  
José Eduardo dos Santos.
Durant ces années (de 1975 à 2002), notamment amplifié par un contexte de guerre froide, les libertés sont réduites et la corruption s'est accélérée,.
Vers la fin de la guerre civile, le gouvernement changea mais restera sous la main du même président, les clivages vont demeurer et le conseil de sécurité de l'ONU interviendra à plusieurs reprises. Tout au long de la nouvelle présidence les violences policières continueront et les arrestations de dissident politiques seront courantes. Les médias resteront sous le contrôle forcés du gouvernement selon reporter sans frontières.
 Il est à noter une amélioration des libertés de la presse lors de la libération de certains journalistes avec l'arrivée de João Lourenço en 2017 en tant que nouveau président. Néanmoins les lois qui régulent la presse restent toujours très autoritaires.
En 2020 pour faire respecter les restrictions liées au COVID-19, la police emploie des méthodes fortes et meurtrières selon Amnesty International.

### Pays du Maghreb
La plupart des pays du Maghreb (Algérie, Maroc, Tunisie et Mauritanie) étaient des protectorats ou des colonies de la France jusqu'au milieu du XXe siècle. Le résistant Jean-Marie Domenach souligne, en 1953, la brutalité des pratiques des forces policières françaises au Maghreb, avec un recours à la torture en Algérie, des massacres au Maroc, et des expéditions punitives en Tunisie.

#### Maroc
Selon Didier Le Saout et Marguerite Rollinde (1999), « le perfectionnement des appareils répressifs au Maroc fut quelque peu laborieux », mais « la part militaro-policière de l'État marocain est […] de plus en plus professionnalisée dans les pires pratiques » ; ils ne définissent cependant pas le Maroc comme un État policier, car « L'État-business double l'État policier ».

#### Algérie

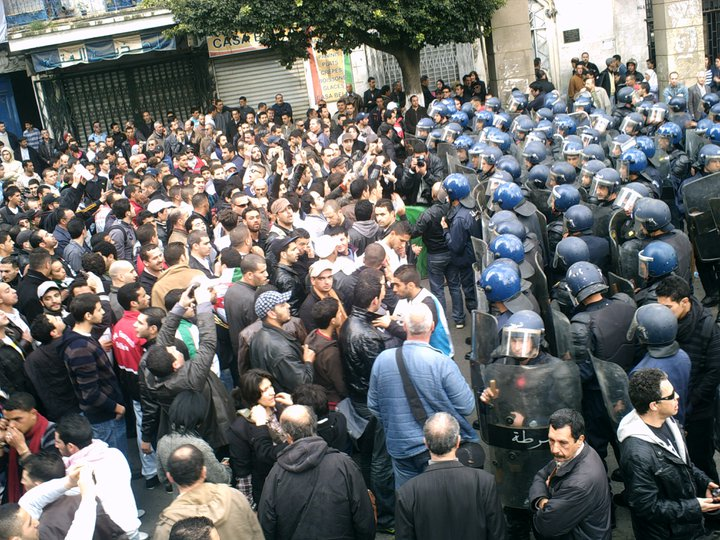
Citoyens algériens manifestant malgré une interdiction officielle, le 13 février 2011.

Le 2 janvier 1992, dans le contexte des élections législatives algériennes de 1991, le Front des forces socialistes organise une marche à Alger, en scandant le slogan « ni État policier, ni État intégriste », pour inciter les abstentionnistes à voter au second tour. En 2011, sous Abdelaziz Bouteflika, l'Algérie est de nouveau qualifiée d'« État policier » en raison d'une répression féroce de la contestation sociale.

#### Tunisie
D'après Sophie Bessis, le Président Zine el-Abidine Ben Ali a transformé la Tunisie d'État autoritaire à État policier, gouverné par sa police (1987-2011). Cependant, Béatrice Hibou la qualifie d'« État de police » plutôt que d'« État policier », au sens foulcadien du terme, en raison de l'adhésion et de l'intériorisation de cet état de fait par une partie des Tunisiens. Ben Ali n'a rien inventé. Son prédécesseur, Habib Bourguiba, « lui a laissé en héritage des juridictions d'exception pour juger ses adversaires, des polices parallèles et des milices pour les terroriser, une presse habituée à chanter les louanges du Chef, une administration peu portée à la critique. Le successeur a peaufiné cette technologie répressive jusqu'à priver l'État de toute référence à la sphère du politique pour l'enfermer dans la seule logique d'un appareil policier ». Ben Ali a fait bénéficier son clan de « passe-droits », et interdit tout rassemblement de personnes non-membres du Rassemblement constitutionnel démocratique, son parti, menant à la Révolution tunisienne de 2011. Après des évolutions démocratiques, l'adoption d'une loi sécuritaire en 2017, à la suite de la mort d'un policier à Sidi Bouzid, fait craindre un retour à l'État policier. D'après Nabil Karoui, qui s'exprime dans Le Figaro, le gouvernement de Youssef Chahed « lutte contre les libertés d’expression et enferme des blogueurs en prison pour leurs opinions ».

### Turquie
En 1998, lors de débats du conseil de l'Europe, M. Vis déclare que l'« on pourrait être amené à se demander si la Turquie est une dictature militaire, un État fasciste ou un État policier ».
Tout particulièrement depuis 2010, à la suite d'une série de législations anticonstitutionnelles qui ont renforcé le pouvoir de la police, la Turquie est décrite comme un État policier. Cette affirmation découle des pouvoirs judiciaires étendus de la police, notamment dans les tribunaux, ainsi que de pratiques policières brutales dans les rues. Il existe aussi une forte censure d'Internet en Turquie, inscrite dans le cadre d'un plan idéologique d'État plus vaste.
Localement, les manuels turcs fournis à la police insistent sur la nécessité d'une proximité avec la population et sur la notion de service public, en particulier dans les discours des représentants du parti AKP.

### Iran
Le régime précédant la révolution de 1979, celui du Shah d'Iran, était également un État policier,. La population iranienne vit depuis dans un État policier totalitaire, bien que les jeunes iraniens aient un accès très large aux technologies et à internet. La gestion des forces de police est centralisée. Une police des mœurs arpente les rues iraniennes et verbalise les femmes dont la tenue vestimentaire est jugée offensante ; la population iranienne en accord avec les idées religieuses en vigueur joue aussi elle-même un rôle de « police morale ».

### Pays post-soviétiques

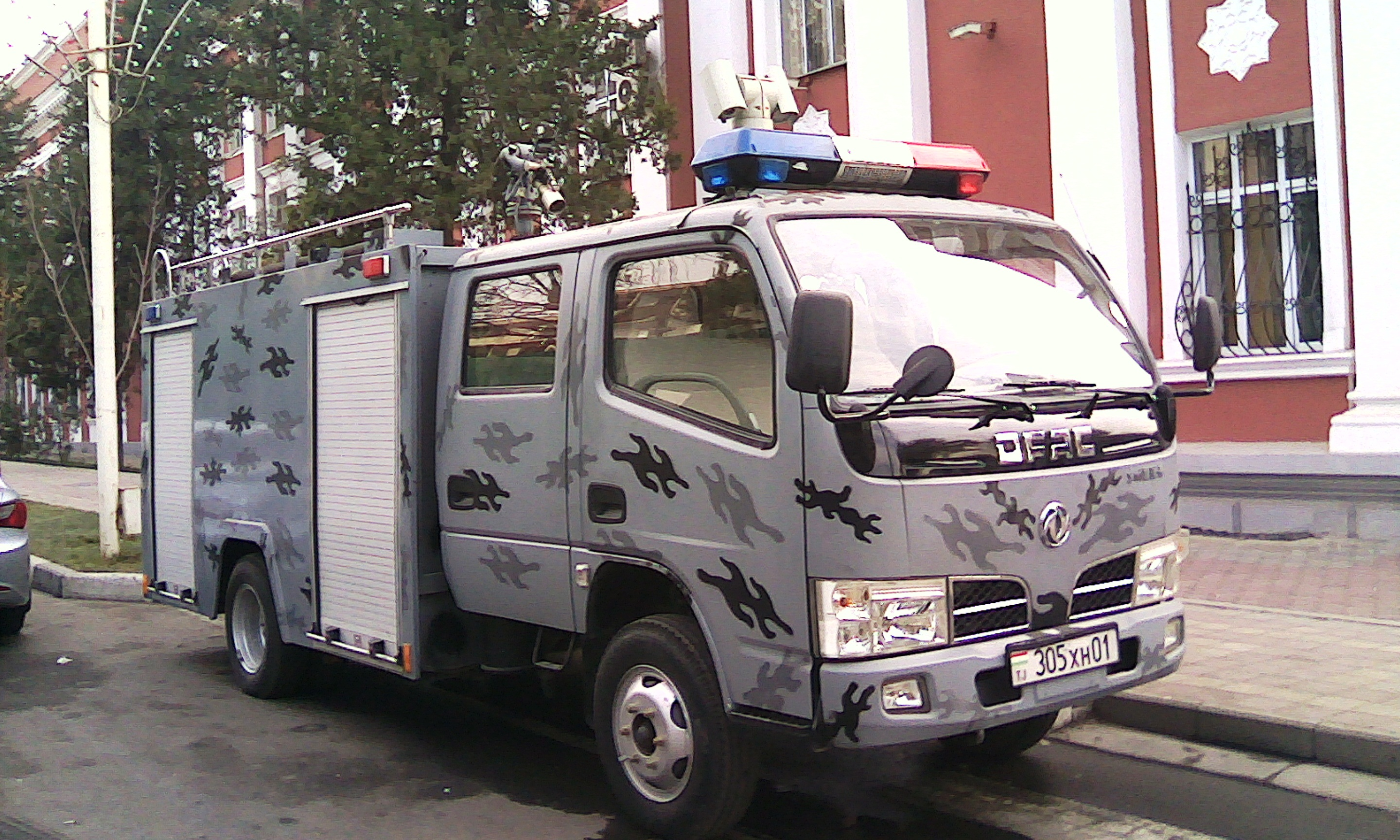
Camion militaire au Tadjikistan.

Pendant la dislocation de l'URSS en 1989, des régimes instables émergent, caractérisés par un mélange d'éléments démocratiques et de dictature, et qualifiés de « démocratures ». Certains pays nouvellement indépendants, ainsi que des républiques constitutives de la nouvelle fédération de Russie, reçoivent le qualificatif d'« États policiers ».
Le Tadjikistan a adopté un régime de plus en plus autoritaire depuis les années 2000, notamment pour contrôler l'exercice du culte musulman, et envoie des raids de police dans les écoles religieuses.

#### Biélorussie

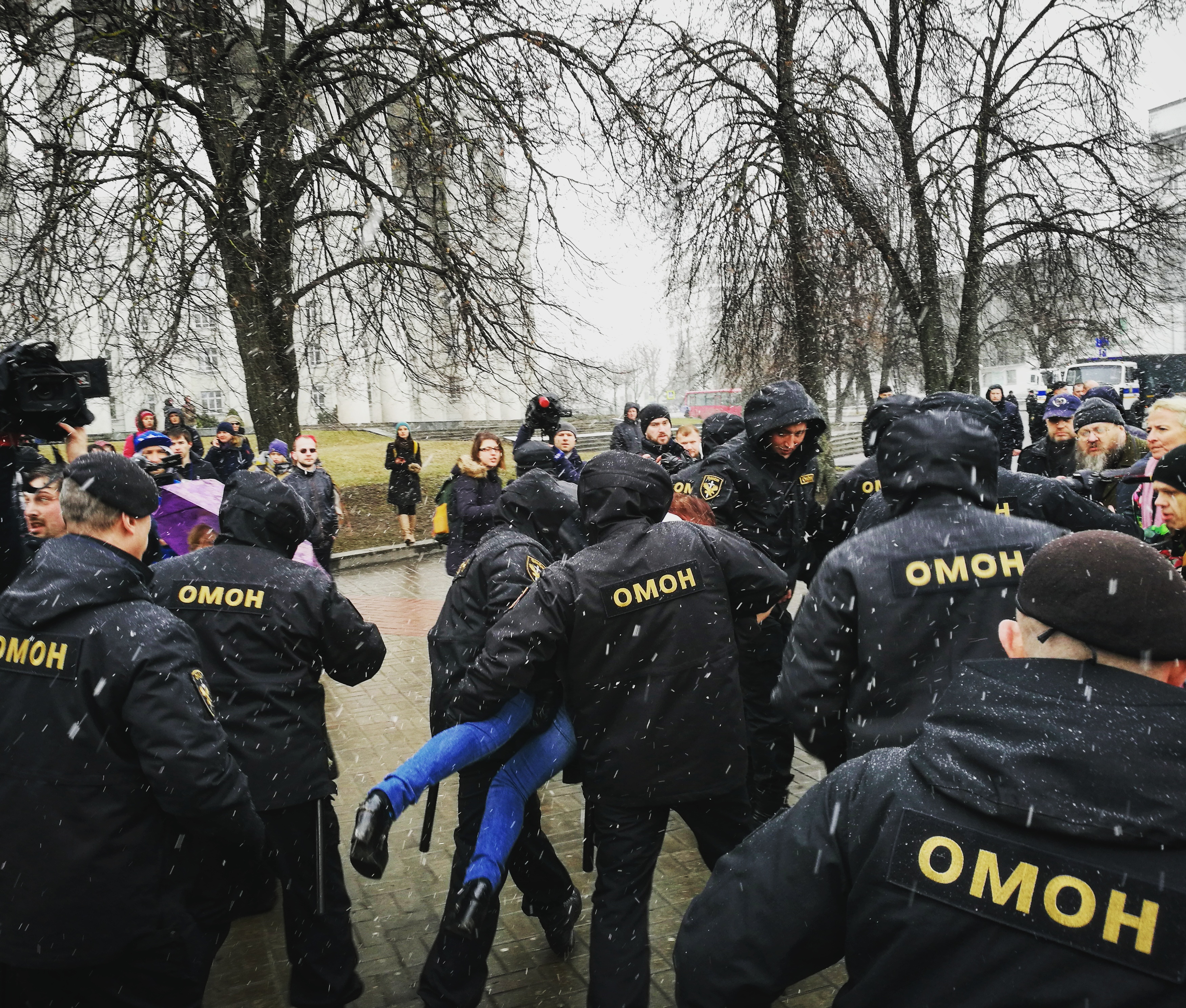
Action policière en Biélorussie en 2017.

La Biélorussie prend la forme d'un État policier, avec une limitation drastique de la liberté de la presse et du syndicalisme.
Souvent qualifié de « dernier régime stalinien d'Europe » ou de « dernière dictature d'Europe », ce pays dirigé par le président Alexandre Loukachenko (en poste depuis 1994) s'appuie en effet sur ses forces policières, sur la police secrète (KGB), et restreint la liberté de circulation,. Dès son élection, Loukachenko accorde à la police une grande attention, comptant surtout sur les informations qui lui sont rapportées pour consolider son pouvoir. Il recrute aussi des chefs policiers parmi ses partisans.
Le KGB est autorisé à entrer au domicile de quiconque, ou dans n'importe quelle entreprise, sans autorisation préalable. La torture est pratiquée dans les prisons. Bien que la liberté de réunion existe, les manifestants encourent de gros risques en raison d'arrestations arbitraires : le 2 mars 1998, lors du 80e anniversaire de la fondation de la république du Bélarus, des représentants d'ONG et des journalistes sont arrêtés, puis forcés de payer de lourdes amendes.
27 arrestations ont lieu préventivement pour préparation de « troubles massifs » en mars 2017, puis plus de 1 000 personnes sont arrêtées quelques jours plus tard.

#### Ouzbékistan
Pour renforcer son contrôle de la population et assurer sa stabilité, le pouvoir ouzbek a fait évoluer le pays vers un État policier. D'après Nate Schenkkan (2016), Islam Karimov a fait de l'Ouzbékistan un « archétype même de l’État policier postsoviétique : corrompu, brutal et farouchement autocentré » ; de même, Alain Woodrow le qualifie, en 1996, d'« État policier dirigé par des ex-communistes », avec une très forte censure de la presse. Pour Antoine Buisson, « l'Ouzbékistan a réussi à maintenir l'ordre au prix de la répression et en mettant en place un véritable État policier » ; si une partie de la population soutient la dureté du pouvoir en place au nom de la lutte antiterroriste et anti-islamiste, la majorité des Ouzbeks modérés vivent dans un sentiment d'oppression et de persécution, expérimenté par une vaste partie de la population qui craint les forces policières. Cette situation a notamment pour origine un conflit entre Islam politique et Islam officiel. La perception d'une corruption de la police découle cependant d'un point de vue occidental, de nombreuses transactions financières entre forces de police et citoyens ouzbeks étant considérées localement comme régulières.

#### Turkménistan

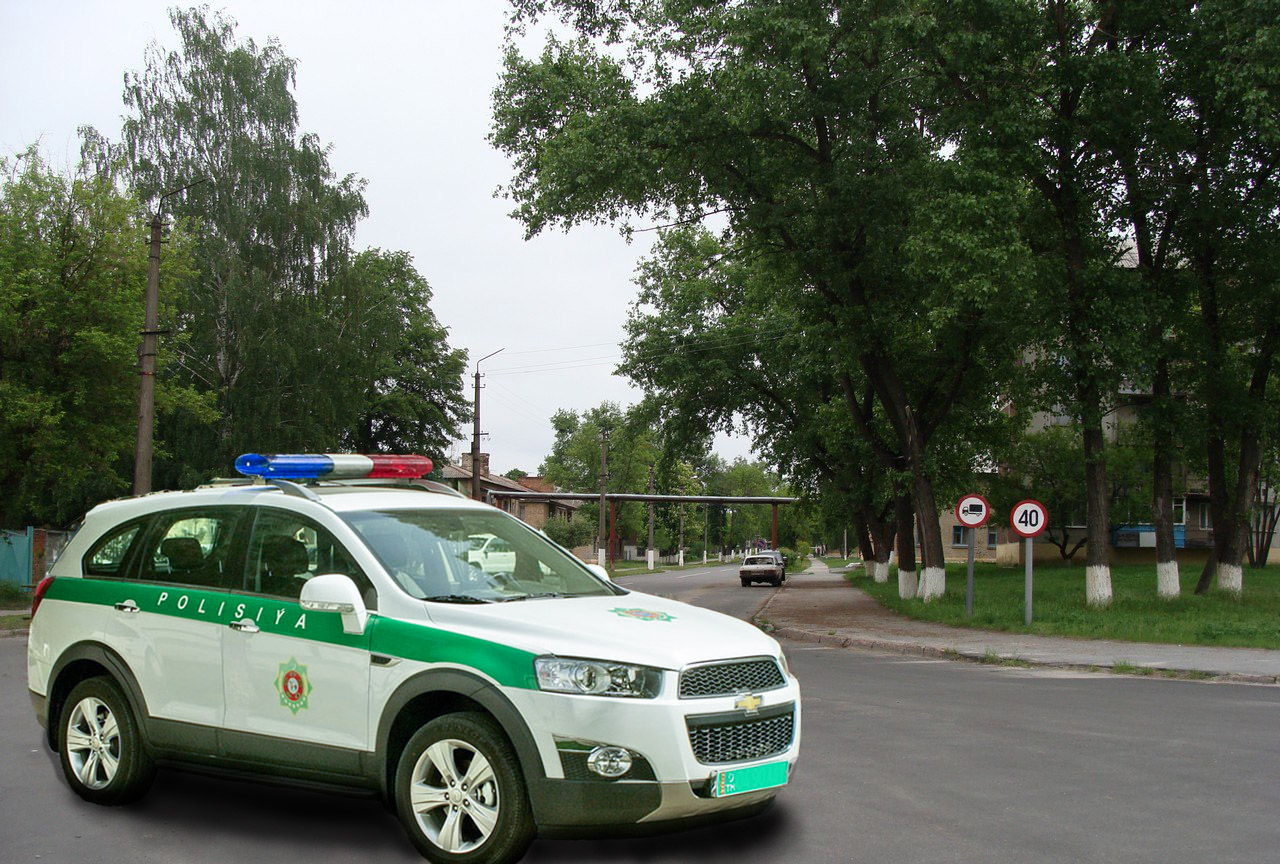
Véhicule de la police turkmène.

Le Turkménistan, présidé par Saparmyrat Nyýazow de 1991 à 2006, est une dictature pétrolière dirigée par un parti unique, sans société civile. Le Mouvement démocratique du peuple, parti politique créé en 2001, critique très férocement Saparmyrat Nyýazow et la politique du pays dans la presse internationale, en le qualifiant d'« État policier primitif ». D'après la spécialiste en politique étrangère d'Asie centrale Annette Bohr, en 2006, le Turkménistan revêt toutes les caractéristiques de l'État policier : les activités des citoyens y sont strictement surveillées par des agences de sécurité hypertrophiées, et par la milice militaire privée du président, dont les 2 000 membres reçoivent un traitement favorable par comparaison au reste de la population, et ne sont soumis à aucun contrôle extérieur. Le ministère de la sécurité intérieure a hérité des responsabilités autrefois dévolues au KGB soviétique, et assure le maintien du régime reste au pouvoir à travers le contrôle de la société turkmène. Les violations de droits de l'homme sont courantes, avec une répression immédiate de toute menace perçue.
Ce pays, constituant l'une des dictatures les plus fermées au monde avec la Corée du Nord et l'Érythrée, est aussi « l'un des plus méconnus et caricaturés » d'après Jean-Baptiste Jeangène Vilmer. Qualifié d'« État policier corrompu et orwellien » par le Time, toujours selon lui, il ne s'agit pas à proprement parler d'un État policier, bien que la police puisse y abuser de son pouvoir contre des représentants du peuple, par exemple en demandant aux prostituées (une activité en principe interdite dans ce pays musulman) d'avoir des rapports sexuels avec eux.

## Controverses sur l'émergence d'États policiers parmi les démocraties occidentales
Bien que les démocraties ne soient pas en principe, structurellement, des États policiers, elles peuvent adopter temporairement un fonctionnement d'État policier en réaction, par exemple, à une menace terroriste,. Certains chercheurs défendent une notion d'« État policier émergent » pour qualifier les régimes relevant d'un mélange de démocratie et d'État policier. D'autres spécialistes estiment que les États occidentaux ne peuvent être des États policiers tant qu'ils n'adoptent pas de structure politique autoritaire ou totalitaire. Cette question est absente chez Michel Foucault, qui refusait d'analyser le pouvoir en termes de droit.
La lutte contre le terrorisme dans l'Union européenne a entraîné des réponses pénales, policières et judiciaires, ainsi que des formes d'exceptionnalité à l'État de droit ; d'après la chercheuse associée au Centre d'études sur les conflits Colombe Camus (2007), il « semble légitime de se poser la question du danger que constitue une normalisation de cette exceptionnalité et son impact à long terme sur l'État de droit et le « système occidental » ».
Comme le souligne le professeur de relations internationales Didier Bigo, les dispositifs d'état d'urgence revêtent différentes formes juridiques et « transforment les règles de l’État de droit au bénéfice de l’exécutif et surtout de la police et des services de renseignement, et au détriment de la justice pénale et des affaires étrangères » ; cependant, « l’état d’urgence ne conduit pas inexorablement vers la dictature de l’exception permanente et le viol de l’État de droit ». Le philosophe italien Giorgio Agamben estime que la prolongation d'un dispositif d'état d'urgence est un moyen connu pour faire basculer un régime démocratique vers un fonctionnement d'État policier, en particulier si un régime plus autoritaire succède à un autre et prolonge indéfiniment l'état d'urgence. Jean-Claude Paye note en 2003 que la mission des forces de police du monde occidental relève de plus en plus du contrôle social, avec une action proactive contre une criminalité virtuelle, permise par l'usage des nouvelles technologies. Il ajoute que ces adoptions de lois sécuritaires remettant en cause l'État de droit en Europe sont inspirées des États-Unis.

### Aux États-Unis

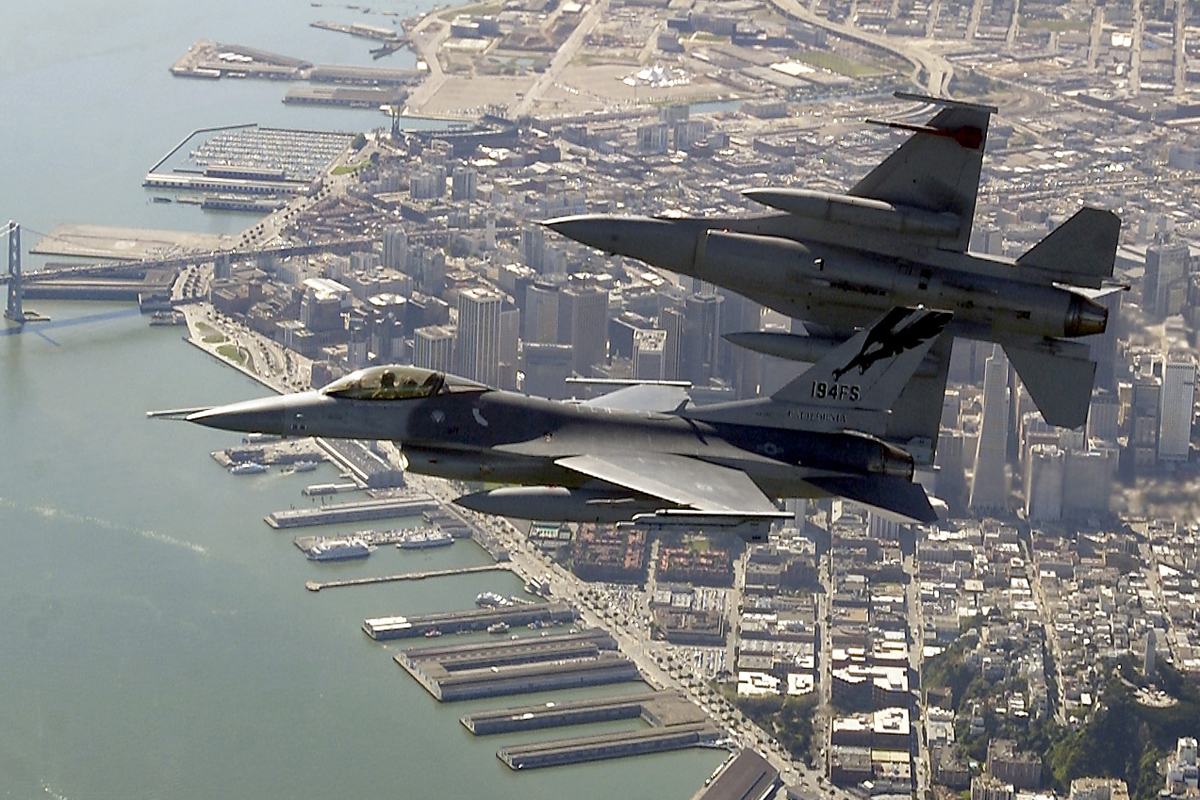
Deux F-16 de la garde nationale de Californie patrouillants au-dessus de San Francisco en mars 2004.

L'adoption de l'USA PATRIOT Act en 2001 suscite des critiques, car les États-Unis inscrivent dans leur loi des dispositions relevant des États policiers, en réaction aux attentats du 11 septembre 2001 : il autorise les services de sécurité américains à accéder aux données informatiques des particuliers et des entreprises, sans autorisation préalable et sans en informer les utilisateurs. John W. Whitehead publie en 2013 l'essai A Government of Wolves: The Emerging American Police State (en français : un gouvernement de Loups : l'État policier américain émergeant), citant l'USA PATRIOT Act en point de départ de l'évolution des États-Unis vers l'État policier. Un nouveau renforcement intervient en 2011, lors de l’occupation de villes américaines par des citoyens (mouvement Occupy Wall Street), avec une répression policière violente, donnant lieu à plusieurs articles de presse comparant la gestion du mouvement dans la ville de New York à celle des États policiers.
Les violences policières aux États-Unis ont néanmoins existé avant le Patriot Act avec notamment les émeutes de 1992 à Los Angeles, et continuent de faire l'actualité avec en 2014 l'affaire Michael Brown et les manifestations de Ferguson qui ont suivi. En 2020, le meurtre de George Floyd fera ressurgir le mouvement Black Lives Matter. Le tableau d'une police violente et raciste est régulièrement mise à l'affiche dans un contexte propre aux États-Unis : Les policiers reçoivent une formation paramilitaire, cultivent un esprit paranoïaque et brutal s'expliquant par la grande circulation d'arme à feu dans le pays et la lutte anti-gang La récidive des bavures policière peut s'expliquer aussi par une faible sanction des officiers. Enfin un sentiment extrême d'inégalités sociales est mis en avant par la presse,.

### Au Canada
En 1994, l'Université de l'Alberta publie Police Powers in Canada: The Evolution and Practice of Authority (Pouvoirs de la police au Canada : L'évolution et la pratique des autorités), ouvrage qui souligne le dilemme posé par les recours légaux aux abus de pouvoir de la police. Différents mouvements sociaux au Québec à partir des années 2000 font émerger la notion de « profilage politique » dans le débat public.
En mars 2011, durant la Table ronde des OVEP de l'Outaouais, David Clément déclare que « nous ne vivons pas dans un État de droit, où toutes personnes devraient être égales devant la loi ». La grève étudiante québécoise de 2012 donne lieu à une vague d'arrestations massive à Montréal. Le professeur de philosophie québécois Dominic Desroches cite, dans Sens Public, la loi spéciale 78, adoptée à la suite de ces mouvements sociaux et qui encadre sévèrement le droit de manifester, comme étant « un pas de plus vers un État québécois antidémocratique », et un « point de non-retour » de la part d'un gouvernement qui a « choisi d’imposer, contre toutes les mises en garde, la ligne dure, celle de l’État policier ».
Le journaliste québécois Michel Gourd dénonce l'« arbitraire policier au Canada » dans Le Monde diplomatique en 2005, puis il cite, dans Le Soleil, la sanction royale donnée le 18 juin à la Loi antiterroriste de 2015 comme étant l'élément qui va « faire de la monarchie constitutionnelle canadienne un État policier à part entière ».

### En Belgique

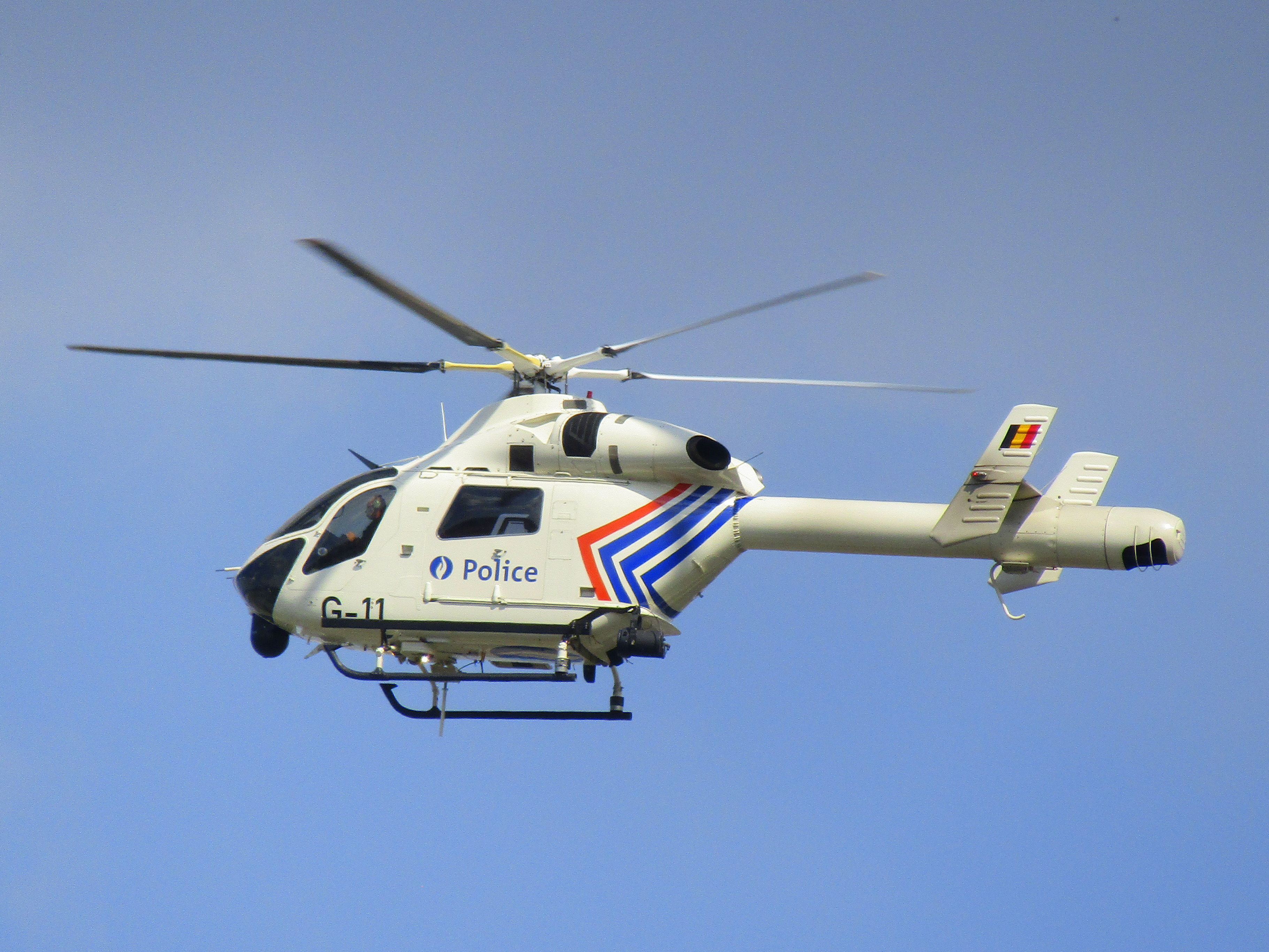
Hélicoptère de police belge.

Jean-Claude Paye décrit une évolution vers un État policier en Belgique dans son ouvrage publié en 2000 ; d'après la critique de Sergio Carrozzo, s'il force « quelque peu le trait pour les besoins de sa démonstration », les réformes de l’appareil coercitif en Belgique appellent à une « mise en garde ». Il cite, en 1999, l'expulsion de dizaines de Slovaques déboutés du droit d'asile, et un renforcement massif des structures policières, dans l'objectif d'effectuer du contrôle social et de réduire la liberté politique ainsi que le syndicalisme. Ces réformes ne s'accompagnent d'aucun débat parlementaire, même en ce qui concerne des lois « particulièrement liberticides ».

« Les réformes liberticides s'accompagnent de déclarations de bonnes intentions sur le respect de l'État de droit. Dans les faits, elles conduisent pourtant à un État policier. »

— Jean-Claude Paye, Vers un État policier en Belgique ?
En 2003, le magazine Imagine consacre un article à cette évolution belge, citant « intimidations policières, répression, poursuites judiciaires [...] la criminalisation de certaines résistances est à l’ordre du jour ».

### En France

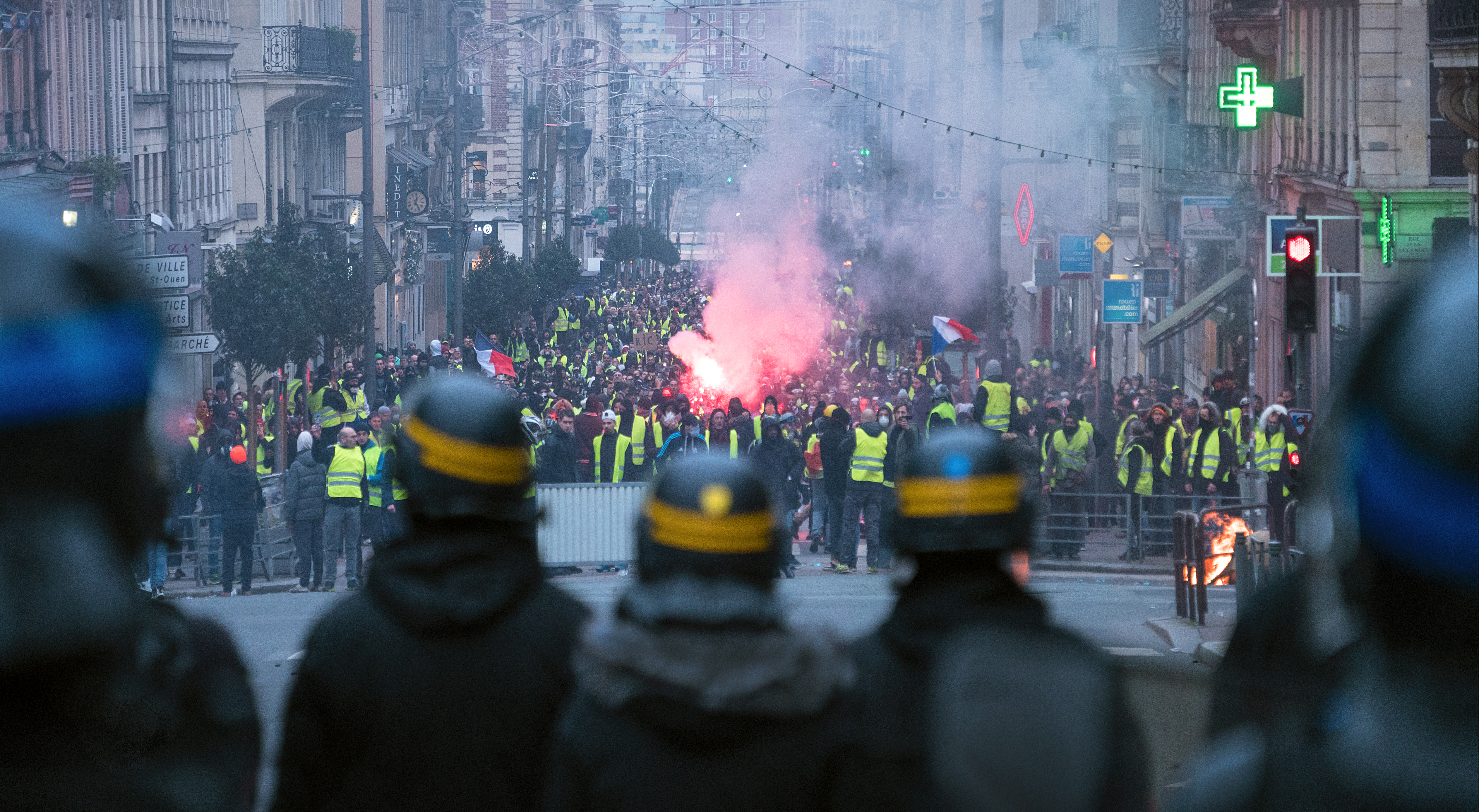
Manifestants du mouvement des Gilets jaunes face aux forces de l'ordre à Rouen, le 5 janvier 2019.

Durant l'immédiat après-Mai 68, « le déploiement [des forces de l'ordre] dans les rues, la multiplication des affaires [tel le passage à tabac du journaliste Alain Jaubert par des agents de police] éveillent le sentiment d'une omniprésence de l'État policier, façonnent un peu plus l'image d'un pouvoir fort en gueule » incarné par le ministre de l'Intérieur Raymond Marcellin, selon Hervé Hamon et Patrick Rotman. En 1973, dans un ouvrage s'appuyant sur les documents et archives de la Ligue des droits de l'homme, l'écrivain Michel Levine dénonce le risque d'une évolution du pays vers l'État policier.
Le dialogue entre les forces de police et les universitaires, particulièrement les sociologues, a toujours été difficile, en raison de postulats idéologiques et d'une tendance à se focaliser sur l'arbitraire. Dans son article de criminologie paru après les émeutes de 2005 dans les banlieues françaises, le sociologue de la police Fabien Jobard (CNRS) évoque la difficulté à faire respecter la loi française dans les zones dites de « non-droit », laquelle « exige que la lutte contre la délinquance ne fasse pas basculer l'État vers un État policier ». L'autorisation exceptionnelle donnée cette même année aux préfets de décréter l'état d'urgence sur le territoire dépendant de leur autorité « fut très largement critiquée sous l’angle de sa disproportion, et le spectre de l'État policier volontiers brandi ».
La loi renforçant la sécurité intérieure et la lutte contre le terrorisme, destinée à mettre fin à deux ans d'état d'urgence en France après les attentats terroristes de 2015, accorde des pouvoirs étendus aux autorités de l'État, et est largement critiqué comme permettant des violations des droits de l'homme ; elle rend permanents de nombreux pouvoirs exceptionnels accordés à la police dans le cadre de cet état d'urgence,. Pour Didier Bigo, le qualificatif d'« État policier » alors employé dans différents médias « pose problème par la disproportion […] et le scénario du pire de la répression d’État qui est envisagé. Il est par contre très sérieux de s’interroger […] sur le mécanisme par lequel l'état d'urgence étrangle la séparation des pouvoirs et les mécanismes de contrôle des abus de pouvoir ». L'augmentation du nombre d'actions policières violentes entre 2017 et 2020, notamment dans le cadre du mouvement des Gilets jaunes, est imputable aux conditions d’organisation du travail policier et aux orientations politiques données au maintien de l’ordre et à la gestion des manifestants, d'après le sociologue Marc Loriol.

### En Hongrie et en Pologne

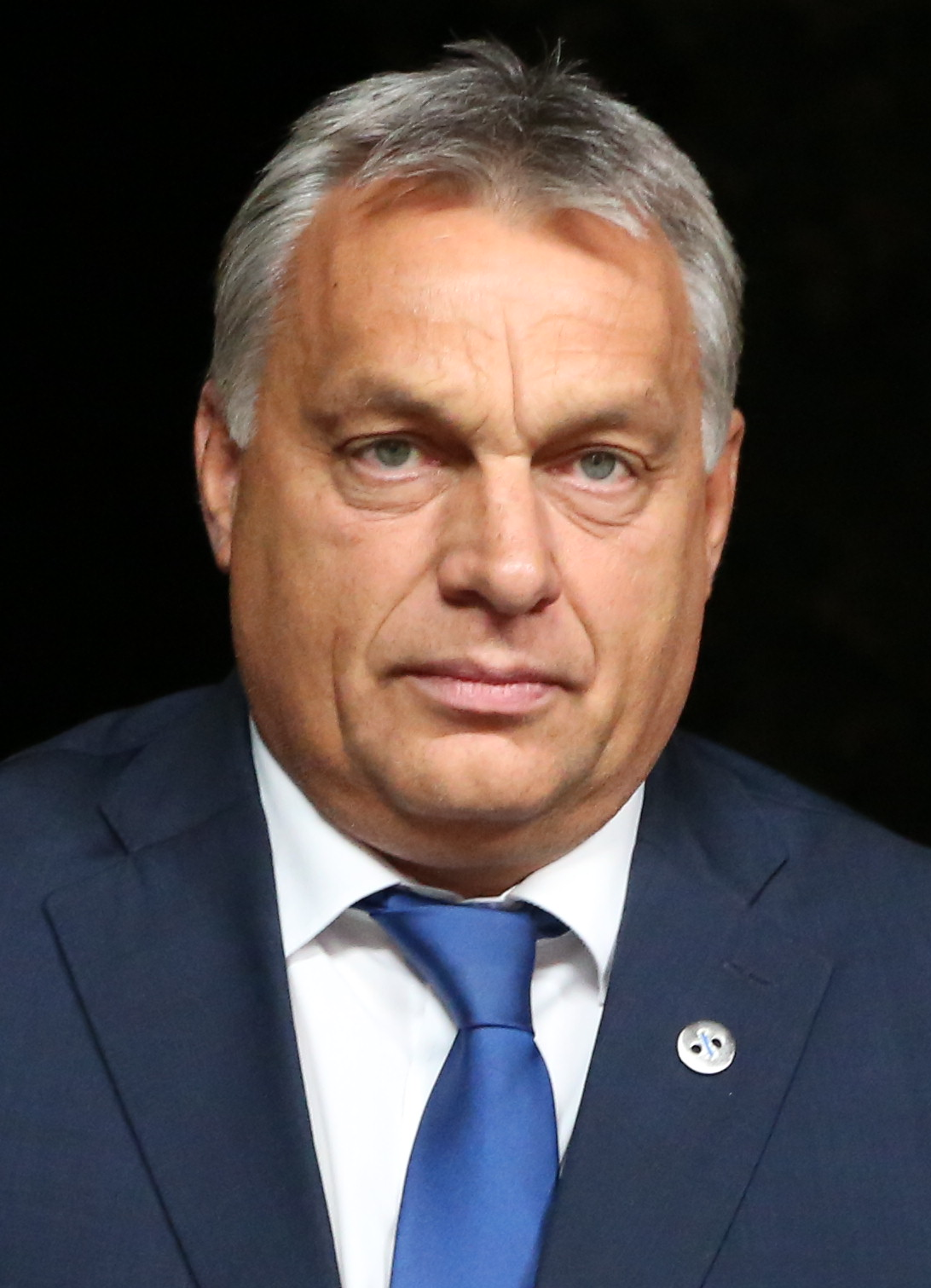
Viktor Orbán en 2017.

La Hongrie et la Pologne, deux anciens États policiers post-communistes devenus membres de l'Union européenne grâce à leurs évolutions démocratiques respectives, sont accusés de ne plus suivre les règles démocratiques de l'Union européenne depuis la fin des années 2010.
Le 15 mars 1989, environ 60 000 manifestants hongrois protestent, sur la place de la liberté à Budapest, contre leur régime politique et la présence des troupes soviétiques ; il s'ensuit un régime démocratique libéral durant une vingtaine d'années.
Le premier ministre hongrois Viktor Orbán, qui dispose de la majorité absolue depuis 2010, revendique ouvertement un État fort ainsi que la notion d'illibéralisme ; il entreprend une série de réformes qui, d'après Júlia Mink (professeure assistante au WJLF - collège théologique de John Wesley à Budapest), « œuvre[nt], lentement mais sûrement, au recul de l'État de droit en Hongrie. Constitution, système électoral, médias, justice… Rares sont les domaines qui ne font pas l’objet de réformes controversées ». Le traitement des migrants vaut au pays d'être qualifié d'État policier par la sociologue américaine Kim Lane Scheppele (en) en 2015. Pendant la pandémie de Covid-19 en Europe, Viktor Orbán adopte une série de lois anti-démocratiques qui font craindre à Reporters sans frontières une évolution du pays vers une forme d'État policier basé sur l'information. D'après Bénédicte Jeannerod (bureau de Paris de Human Rights Watch), la Hongrie est devenue le premier État de l'union européenne à violer de manière aussi flagrante les règles démocratiques de l'UE.
Les transformations économiques et institutionnelles en Pologne ont permis son intégration à l'Union européenne en 2004. L'arrivée au pouvoir du parti Droit et justice, en 2018, s'accompagne d'un démantèlement des dispositifs garantissant l'État de droit, et d'une autorisation arbitraire de surveillance des citoyens polonais accordée à la police,.

### En Australie
D'après la poétesse Anna Couani (en), qui s'exprime lors d'une table ronde en 2004, les conséquences des attentats américains de 2001 en Australie se traduisent par l'introduction de dispositions antiterroristes et pénales attentatoires aux libertés et à la vie privée des citoyens australiens. Le sociologue Greg Martin estime cette évolution particulièrement sensible en Nouvelle-Galles du Sud, qu'il décrit dans l′Alternative Law Journal comme « s'orient[ant] vers un État policier » depuis l'adoption du Crimes Act de 2009, qui viole partiellement la séparation des pouvoirs policiers et judiciaires.
En 2019, une alerte à la censure d'un média est soulevée par le média australien indépendant Crime & power, notant en parallèle une montée de l'islamophobie et de la xénophobie dans ce pays depuis 2001 : cet article qualifie l'Australie de pre-police state (État pré-policier).

## États policiers dans la fiction

### Dans la littérature et le cinéma de science-fiction

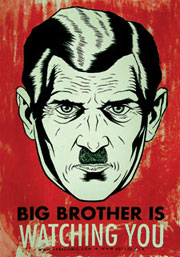
Big Brother.

La littérature de science-fiction décrit de nombreuses formes d'États policiers fictifs, que ce soit dans les œuvres dystopiques, ou post-apocalyptiques. Le chercheur spécialisé dans l’étude de l’imaginaire Thomas Michaud cite de nombreuses œuvres mettant en scène « l'internement des masses dans un réseau informatique et leur aliénation dans un État policier facilitant la gestion des individus dans des formes de technocratie hyperrationnelles ».
L'un des romans les plus connus est la dystopie 1984, de George Orwell, qui décrit Londres dans un État policier totalitaire, où chaque citoyen doit obéir à Big Brother, où une Police de la Pensée (Thinkpol) surveille les « prolétaires » et leurs « crimes de pensée », et où des hélicoptères survolent et surveillent les activités des gens. Ce roman est décrit comme « le traitement fictif définitif d'un État policier, qui a également influencé l'usage contemporain du terme ».
La science-fiction russe de l'époque soviétique, moins diffusée dans les langues francophones, traite aussi de ce thème. 1984 s'inspire d'un roman dystopique russe, Nous autres, écrit par Ievgueni Zamiatine en 1920. Il décrit un État dans lequel les habitants vivent dans des maisons de verre, et n'ont aucune intimité. Arcadi et Boris Strougatski dénoncent abondamment l'État policier stalinien dans leur roman L'Escargot sur la pente (en russe : Улитка на склоне), paru en 1966, qui prend le prétexte de la fiction pour décrire l'appareil bureaucratique et répressif alors en place. L'écrivain et poète belge d'expression française Henri Michaux décrit dans deux œuvres largement inspirées par le régime nazi et à mi-chemin entre utopie et dystopie, Au pays de la magie (1941) et Ici, Poddema (1946), un État policier contribuant à l'émergence d'un « Homme nouveau ». L'auteur français Alain Damasio, engagé politiquement à gauche, décrit dans son roman Les Furtifs (2019) « des sociétés où la sécurité est reine et où les individus sont traqués » : la ville d'Orange y a été racheté par l'entreprise homonyme, ses habitants ont des droits d'accès à certains quartiers de la ville s'ils paient un forfait, risquant une exclusion par des forces policières privées en cas de violation de territoire interdit.
La nouvelle de Philip K. Dick Minority Report (1956), qui met en scène des « Précog » capables de prédire les meurtres et la criminalité, adaptée en film en 2002, puis en série, a inspiré des mesures de détection à la police de Los Angeles et à celle de Zurich, ainsi que le logiciel allemand Precobs (pre crime observation system) ; la nouvelle originelle constitue une réflexion quant à l'émergence des États policiers totalitaires.
L'Empire galactique décrit dans les films de l'univers Star Wars de George Lucas s'apparente aussi à un État policier, l'armée de clones étant par exemple mobilisée comme une arme contre les citoyens de l'empire et les Jedi, sous le commandement du chancelier suprême Palpatine. THX 1138, autre film de George Lucas (1971), fait écho à un contexte de répression policière contre des militants américains opposés à la guerre du Viêt Nam.
Dans la série originelle Star Trek, une idéologie contextuelle à la guerre froide est palpable, d'après Paul A. Cantor, qui compare le vaisseau Enterprise aux États-Unis des années 1960, puisque ses membres d'équipage témoignent d'une franche hostilité à l'égard des mondes régis par des policiers et des militaires, et leur apportent la démocratie et la liberté.
À la fin de l'épisode 8 de la saison 3 de Riverdale, la ville de Riverdale devient en quelque sorte un État policier après avoir été mise en quarantaine par la police, sous les ordres du mafieux Hiram Lodge, exerçant un contrôle et une domination sur les habitants de la ville.

### Dans le roman policier et le roman noir
Un autre type d’œuvre mettant naturellement cette organisation en scène est le roman policier : l'université Queen's de Belfast organise en juin 2011 un colloque international et interdisciplinaire consacré à l’État dans ce genre littéraire. D'après ce colloque, « les ombres de l'appareil d'État planent sur la fiction policière, à la fois dans le récit et comme arrière-plan référentiel. L'émergence du roman policier reflète historiquement l'avènement de l'État policier moderne ».

### Dans la bande dessinée et le manga
On retrouve les thèmes d'anticipation et de science-fiction pour décrire des états policiers dans la bande dessinée. Alejandro Jodorowsky, via l'œuvre L'Incal, dépeint l'usage disproportionné des nouvelles technologies conduisant à une société lobotomisée et un régime totalitaire. Le rôle de la police se confond avec celui de l'armée, elle n'a plus de fonction protectrice, mais sert uniquement à dominer les populations les plus pauvres au profit d'une caste techno-religieuse. Cet univers est repris dans Après l'Incal et La Caste des Méta-Barons.
Au Japon, le genre cyberpunk et la publication d′Akira a rendu populaire l'utilisation de monde post-apocalyptiques, où la société vit sous l'emprise d'états policiers. Souvent influencés par la littérature américaine (Philip K. Dick ou Asimov), les mangas décrivent des forces de polices usant des nouvelles technologies (robotique, puces, outils de surveillance de masse) pour contrôler la population, et se confrontant aux hackers et cyber-activistes. Masamune Shirow en parle abondamment dans ses œuvres ; si Dominion : Tank police aborde le sujet d'une manière plutôt légère, il n'en est pas de même dans Appleseed et Ghost in the Shell, qui mettent tous deux en scène des commandos policiers opérant pour un régime oppressif.

#### Articles
- [Chapman 1968] (en) Brian Chapman, « The Police-State* », Government and Opposition, vol. 3, no 4,‎ 1968, p. 428–440 (ISSN 1477-7053, DOI 10.1111/j.1477-7053.1968.tb01341.x, lire en ligne, consulté le 28 avril 2020).